# Oostvaardersplassen
De Oostvaardersplassen vormen een natuurgebied van zo'n 5600 ha (56 km²) tussen Almere en Lelystad in de Nederlandse provincie Flevoland. Het gebied is ontstaan na de drooglegging van de Flevopolders (1950–1968) en dus relatief jong. De Oostvaardersplassen zijn van internationaal belang als moerasgebied en overwinteringsgebied voor vogels. Het gebied is ruwweg in twee gedeelten te onderscheiden: een nat (ca. 3600 ha) en een droog (ca. 2000 ha) gedeelte. Het droge gedeelte wordt open gehouden door  grote grazers (rund, paard en edelhert) en kleine grazers (m.n. ganzen). Het gebied maakt deel uit van het in 2018 opgerichte Nationaal Park Nieuw Land.
Het gebied is beperkt toegankelijk voor bezoekers en geniet wettelijke bescherming. Het is vrijwel geheel aangewezen als Vogelrichtlijngebied (5505 ha) en Staatsnatuurmonument (5600 ha). Sinds 1999 is het natuurgebied voorzien van het Europees diploma voor Natuurbeheer, een erkenning door de Raad van Europa die iedere vijf jaar wordt geëvalueerd. In 2009 zijn de Oostvaardersplassen definitief aangewezen als Natura 2000-gebied.
De Oostvaardersplassen worden beheerd door Staatsbosbeheer. De in de jaren '80 van de vorige eeuw uitgezette grote grazers geven, net als hun verwante voorouders, mede vorm aan het landschap. In de jaren '90  werd het uitgangspunt gehanteerd dat zij in het natuurgebied op een 'volledig natuurlijke manier' zouden kunnen leven, waarbij bijvoorbeeld kadavers van dode dieren bleven liggen en de dieren ook bij grote voedseltekorten niet zouden worden bijgevoerd. Deze voor Nederland bijzondere beheervorm leidde naarmate de kuddes groeiden en de dieren door te weinig voedsel verzwakten tot steeds meer discussie onder leken en deskundigen. Beheeraanpassing, waaronder grootschalige afschot van dieren, bleek noodzakelijk. Sinds 2018 is het beheer aangepast en wordt gestuurd op een maximaal aantal grote grazers.

## Geschiedenis

### Oorsprong
In 1932 werd de Afsluitdijk voltooid en veranderde de Zuiderzee in het IJsselmeer. Volgens het plan van ir. Cornelis Lely zouden vier nieuwe polders aangelegd worden om te voorzien in de grote behoefte aan landbouwgrond. In 1942 werd de Noordoostpolder drooggelegd, in 1957 Oostelijk Flevoland en in 1968 Zuidelijk Flevoland. De vierde polder, de Markerwaard, werd wel grotendeels omsloten door een dijk maar uiteindelijk niet drooggelegd. Een van de redenen hiervoor was dat men inmiddels met de Noordoostpolder had geleerd dat een polder consequenties voor het "oude land" heeft. Een belangrijk gevolg was dat daar de grondwaterstand lager werd, met mogelijk ernstige gevolgen voor de Amsterdamse paalfundering.
De al voltooide Oostvaardersdijk werd de buitendijk van de Flevolandpolders, waardoor de Oostvaardersplassen konden ontstaan. Het Oostvaardersdiep, een diepe zandige plek waar vroeger de schepen van de Vereenigde Oostindische Compagnie voor anker gingen, was in de oorspronkelijke plannen bedoeld als scheepvaartroute naar Amsterdam. Doordat de dijk van de Flevolanden nu noordwestelijker kwam te liggen, werd deze diepte toch ingepolderd. De diepe plekken kwamen als plassen in de polder te liggen.
Het gebied was cultuurtechnisch minder interessant vanwege de lage en dus natte ligging en de weinig vruchtbare zandige bodem. Dit lage deel van Zuidelijk Flevoland was daarom bestemd tot industrieterrein en kassengebied. De aangrenzende drogere gronden waren bestemd voor de landbouw.

### Ontwikkeling van het moeras 1968–1975

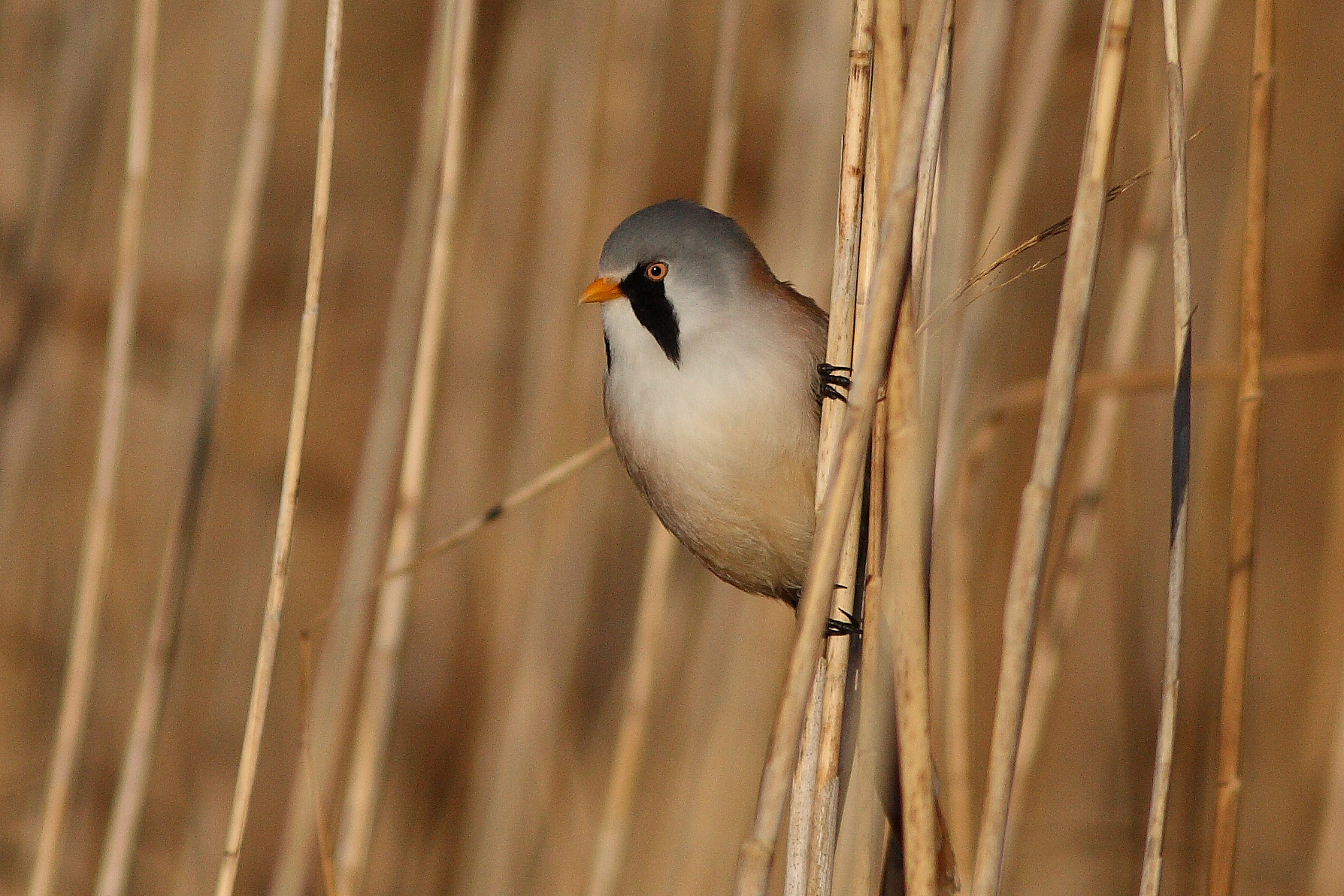
Baardmannetje, een van de bewoners van het rietmoeras

Na het droogvallen van Zuidelijk Flevoland werd er vanuit vliegtuigjes riet uitgezaaid als eerste stap in de ontginning. Op drogere plaatsen kwam dit samen met het zaad van de wilg snel tot ontwikkeling. Op de slikken vestigden zich, afhankelijk van het vochtgehalte van de bodem, pionierplanten als moerasandijvie, goudzuring en grote lisdodde. Zo ontstond een afwisselend slikken- en plassenlandschap met rietland, wilgenbroek, spontane moerasvegetatie en water. Dit was een aantrekkelijk biotoop voor veel soorten vogels, zoals de grauwe gans, lepelaar, eenden en het toen zeldzame baardmannetje. Na vier jaar dreigde het gebied echter snel te verdrogen en te verlanden door de voortgaande ontwatering van de omringende polder, die werd ontgonnen voor de landbouw. Door een actiegroep en enkele biologen werd sterk gepleit voor behoud van het plassengebied. In 1973 werden de ontginningen aan de rand van het gebied beëindigd en er kwam een provisorische kade die weglekken van water uit het moeras moest stoppen. In droge perioden werd water opgepompt om drooggevallen gedeelten weer nat te maken te houden. Hierbij bleek dat ganzen en eenden door begrazing van jonge riet- en moerasvegetatie konden voorkomen dat het plassengebied weer zou dichtgroeien.
Aan het eind van 1974 kregen de Oostvaardersplassen de status van 'tijdelijk natuurgebied', waarmee het moeras ook planologisch beschermd werd. De inrichtingsplannen werden herzien en de kade om het moeras werd in 1975 definitief. Hierdoor ontstond tussen de dijken een groot moerasgebied van ongeveer 3600 hectare.

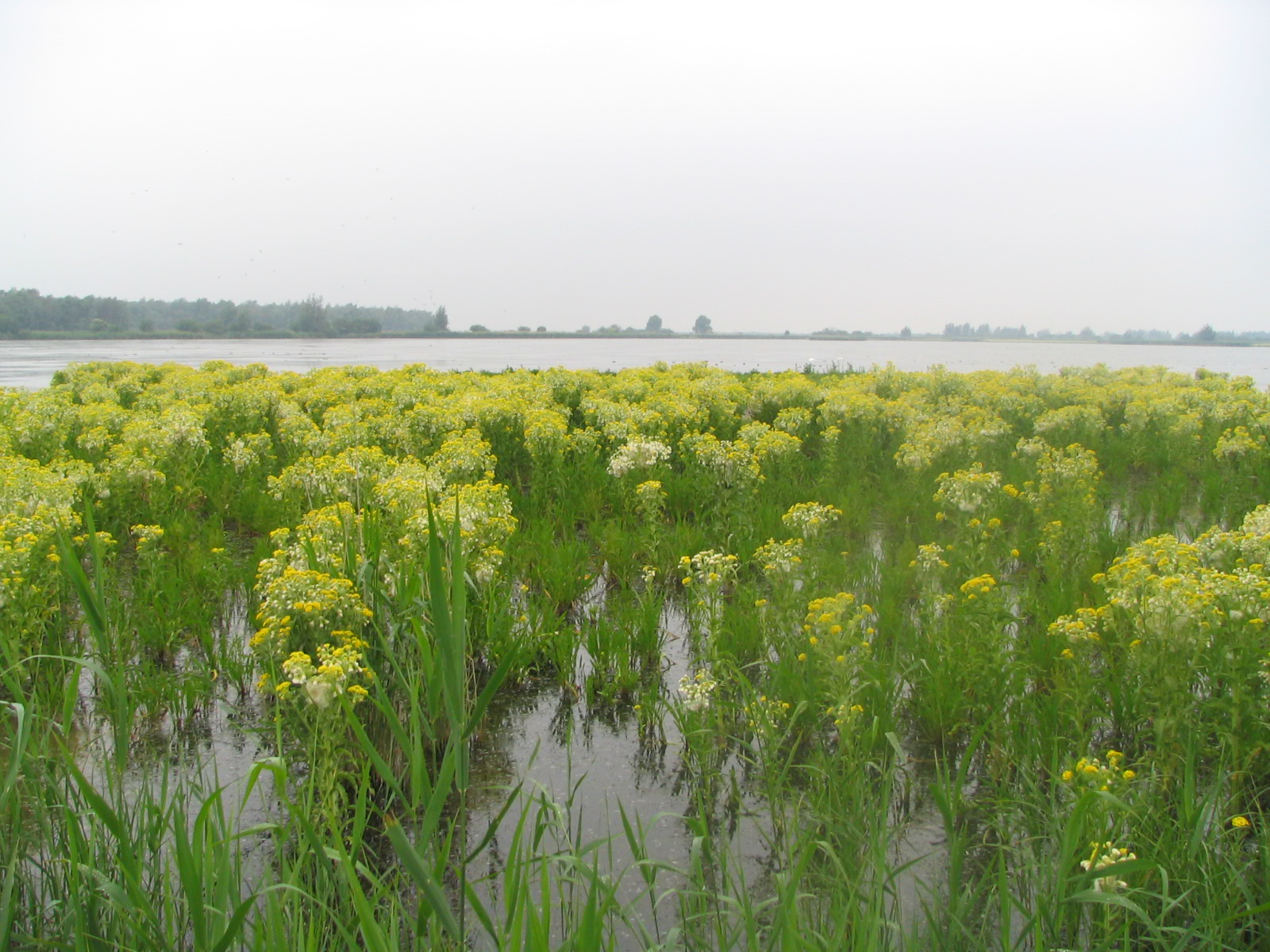
Moerasandijvie, pionier van zoetwater moerassen op slikrijke bodem

### Sturen met peilbeheer en begrazing 1975–1986
Met de pompen die geïnstalleerd waren voor de aanvoer van water werd actief gestuurd met het peilbeheer. Met hogere waterstanden in de winter en het voorjaar en lagere in de zomer probeerde men optimale waterpeilen in te stellen voor bepaalde vogelsoorten. Vooral de grauwe gans profiteerde van de hogere waterstanden in het voorjaar, maar het aantal broedende steltlopers daalde door het hogere peil drastisch. In de zomer werden wel optimale omstandigheden voor steltlopers gecreëerd, zodat ze op de droogvallende slikvelden konden foerageren om hun vetvoorraad voor de trek naar het zuiden aan te vullen. Door het peilbeheer en het open karakter van het moerasgebied vestigden de bruine kiekendief, lepelaar, aalscholver, de grote en kleine zilverreiger en het baardmannetje zich er als broedvogel.
Na enkele jaren bleek dat door de intensieve begrazing van de inmiddels zeer talrijke ganzen een steeds groter deel van het moerasgebied weer open water werd. De waardevolle ondiepe zone met slikvelden verdween en het water werd troebel door erosie van de slappe bodem. Er was behoefte aan drogere grazige gebieden waar de ganzen buiten de ruiperiode konden foerageren. Doordat steeds meer gronden in gebruik genomen werden voor de landbouw waren dergelijke gebieden in de polder niet meer beschikbaar. Ook was het een tekortkoming dat gradiënten van nat naar droog in het vlakke land ontbraken en dat er geen helderwaterpoelen waren als jachtgebied voor zichtjagers als reigers en rallen. Deze nieuwe inzichten en het toegenomen maatschappelijk belang van de Oostvaardersplassen leidden er in 1982 toe dat de drogere gronden grenzend aan het plassengebied aan de landbouw werden onttrokken en dat de geplande spoorlijn Almere-Lelystad er in een boog omheen werd aangelegd (het zogenoemde badkuiptracé). Hiermee werd een randzone van bijna 2000 hectare aan het natuurgebied toegevoegd. Ter compensatie kreeg het bestaande ganzengebied de Ganzengouw weer grotendeels een landbouwbestemming.

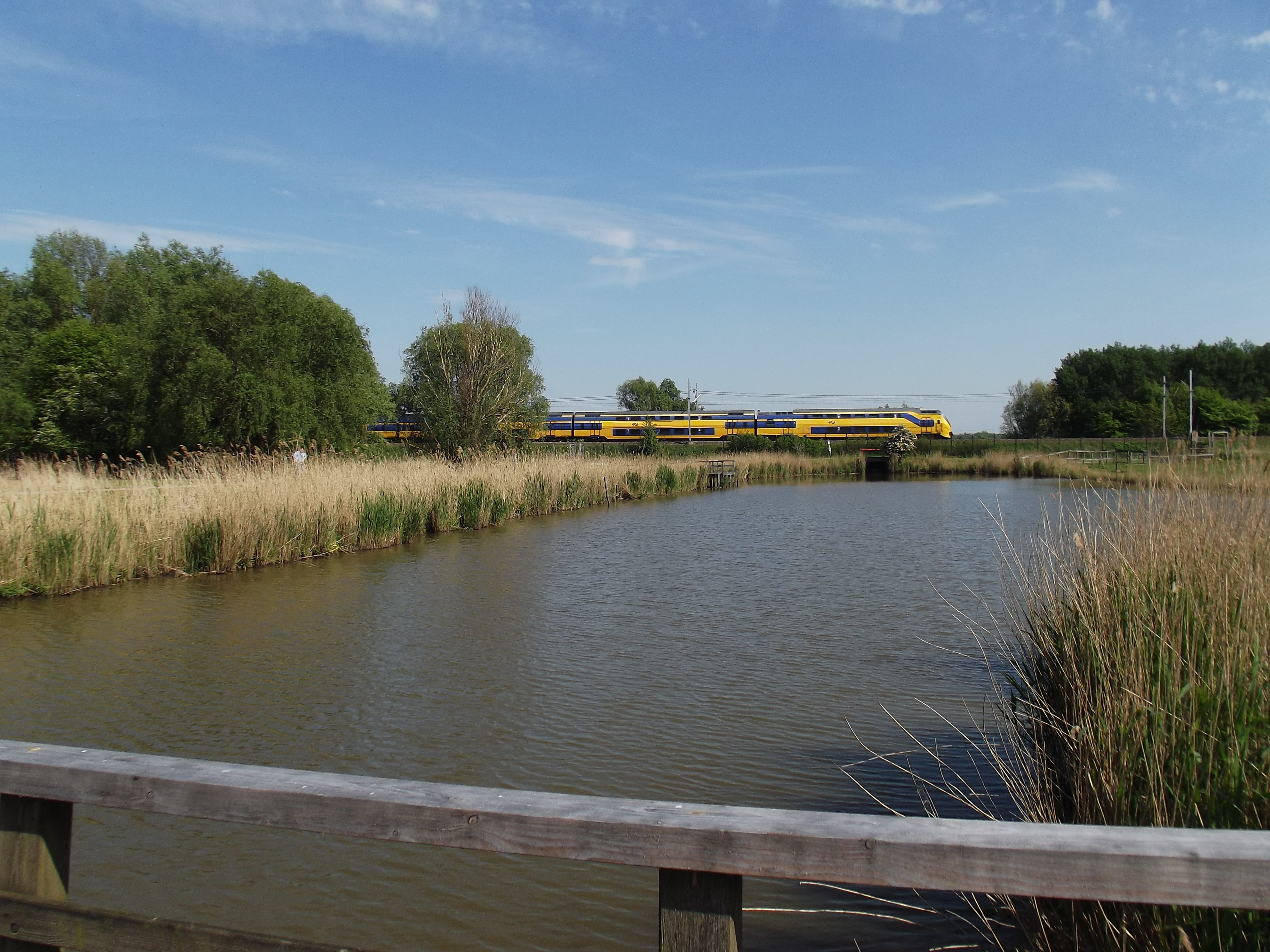
Treinbaan vormt de grens van het gebied

De grotendeels spontane moeraszone en de reeds ontgonnen droge randzone moesten vervolgens nog tot een samenhangend natuurgebied gemaakt worden. In de randzone was een zonering van nat naar droog gewenst. Voor vogels waren het ondiepe, slechts deels begroeide moeras en het natte, periodiek onder water staande grasland van het grootste belang, dus die kregen de meeste aandacht bij inrichting en beheer. Langs de grens met het moeras moest nat tot vochtig grasland met helder, open water tot ontwikkeling komen. Via een zone met droge, grazige vegetaties moest dit overgaan in een struweellandschap naar de randen van het gebied. Dit kon gerealiseerd worden door ingrepen in de waterhuishouding en door begrazing met grote grazers. 

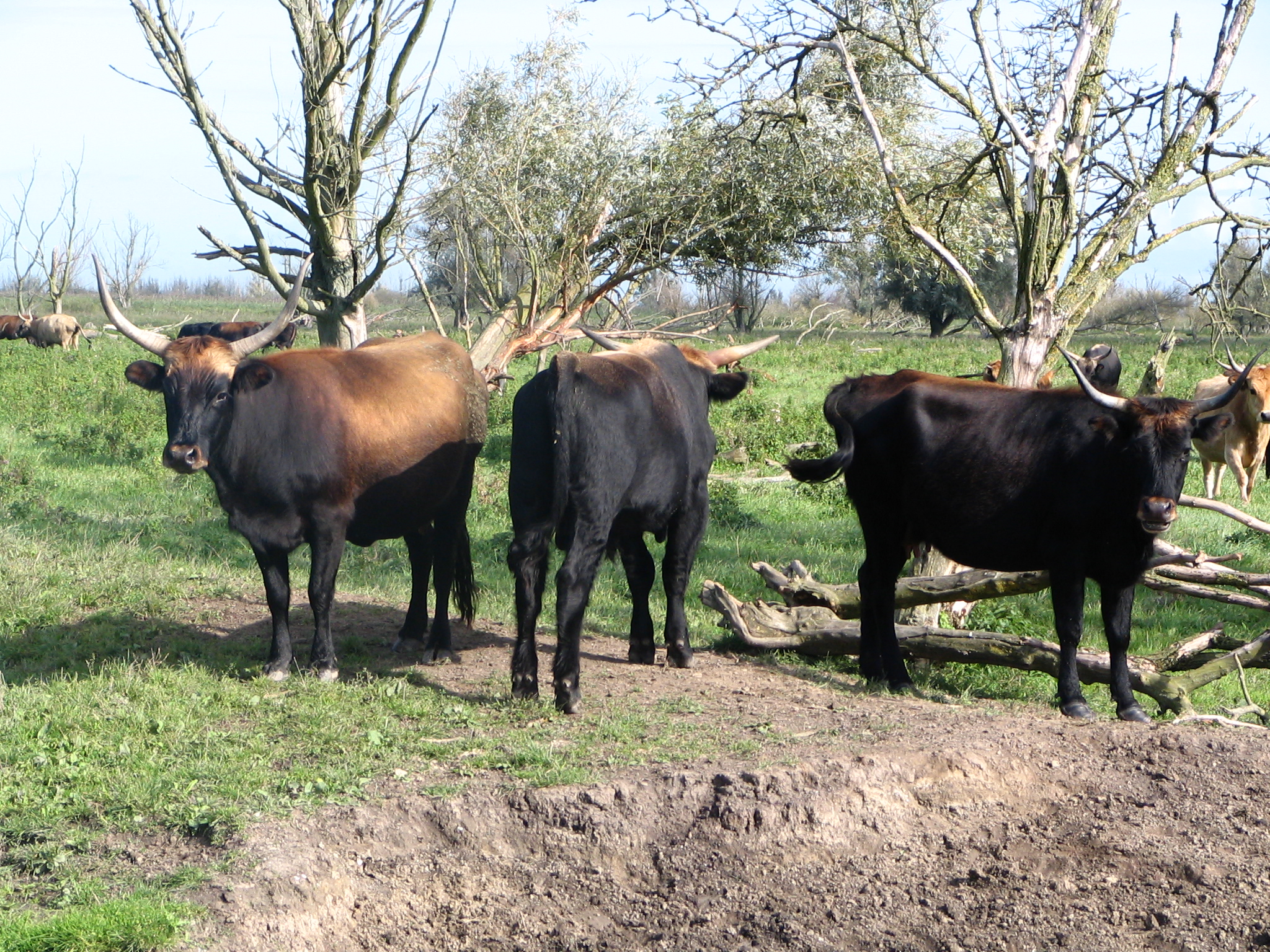
Heckrunderen, draagt bij aan het openhouden van de droge graslanden

Om ervaring op te doen met begrazing werden in 1983, 32 Heckrunderen uitgezet voor jaarrondbegrazing en een jaar later 20 konikpaarden. In de moeraszone nam de trend naar meer open water en minder natuurwaarden nog steeds toe, ondanks herhaaldelijke aanpassing van het peilbeheer. De zware begrazing door ganzen zorgde ervoor dat het mozaïek van plassen en verschillende vegetatiestadia verdween en daarmee de vogels die hiervan afhankelijk zijn. Dit was mede aanleiding tot een herbezinning op de ontwikkeling van het gebied.

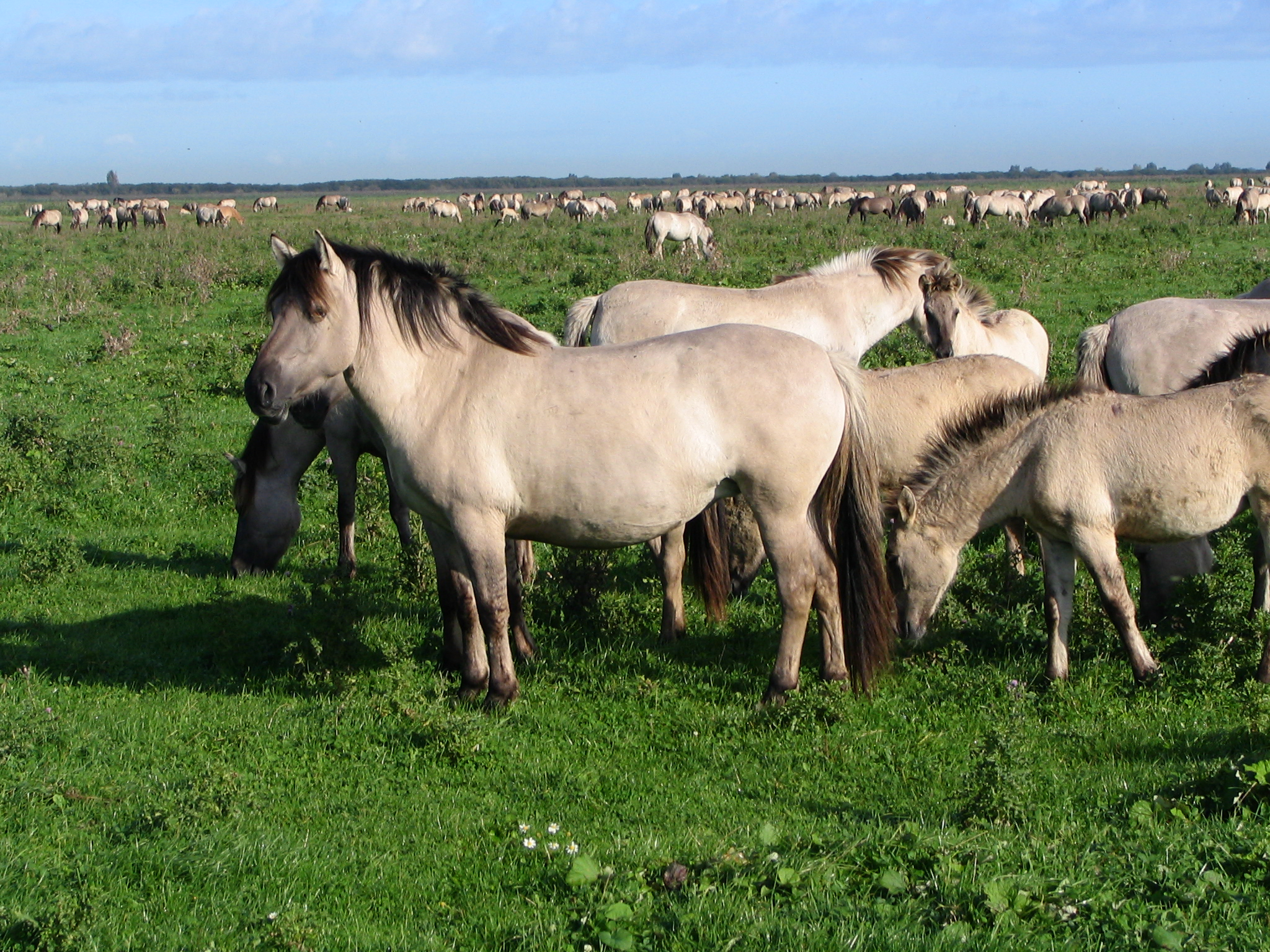
Konikpaarden, een van de grote grazers

### Sturen op landschapstypen 1987–1995
In de eerste Ontwikkelingsvisie (1987) werd de keuze uitgewerkt om acht landschapstypen, variërend van open water tot bos, in samenhang te laten ontstaan binnen het totale moerasecosysteem. Voor de moeraszone werd als maatregel gekozen voor een proef met gefaseerd peilbeheer: een reeks van natte jaren afwisselen met enkele droge om de vegetatie zich periodiek te laten herstellen van begrazing en erosie. Dit werd toegepast in het westelijk deel van de moeraszone, waartoe een natuurlijke oeverwal, de Drempel, werd omgevormd tot waterscheiding. De ganzen konden zich terugtrekken in het oostelijk peilgebied, waardoor daar open plekken ontstonden in de dichte rietvelden. In het westelijke deel kon de vegetatie zich sterk uitbreiden, zodat vanaf 1990 het peil weer geleidelijk verhoogd kon worden. Voor de randzone werd vooral gekozen voor begrazing als maatregel om de ontwikkeling te sturen. Hiertoe werd het lopende begrazingsexperiment uitgebreid tot de hele randzone, die werd verdeeld in drie begrazingsgebieden: een deel met jaarrondbegrazing, een deel met zomerbegrazing en een deel met kleine wisselweiden in de zomer. Droog grasland bleek duidelijk favoriet bij de grote grazers. Nat grasland was vooral in trek bij de ganzen en had de hoogste natuurwaarden.

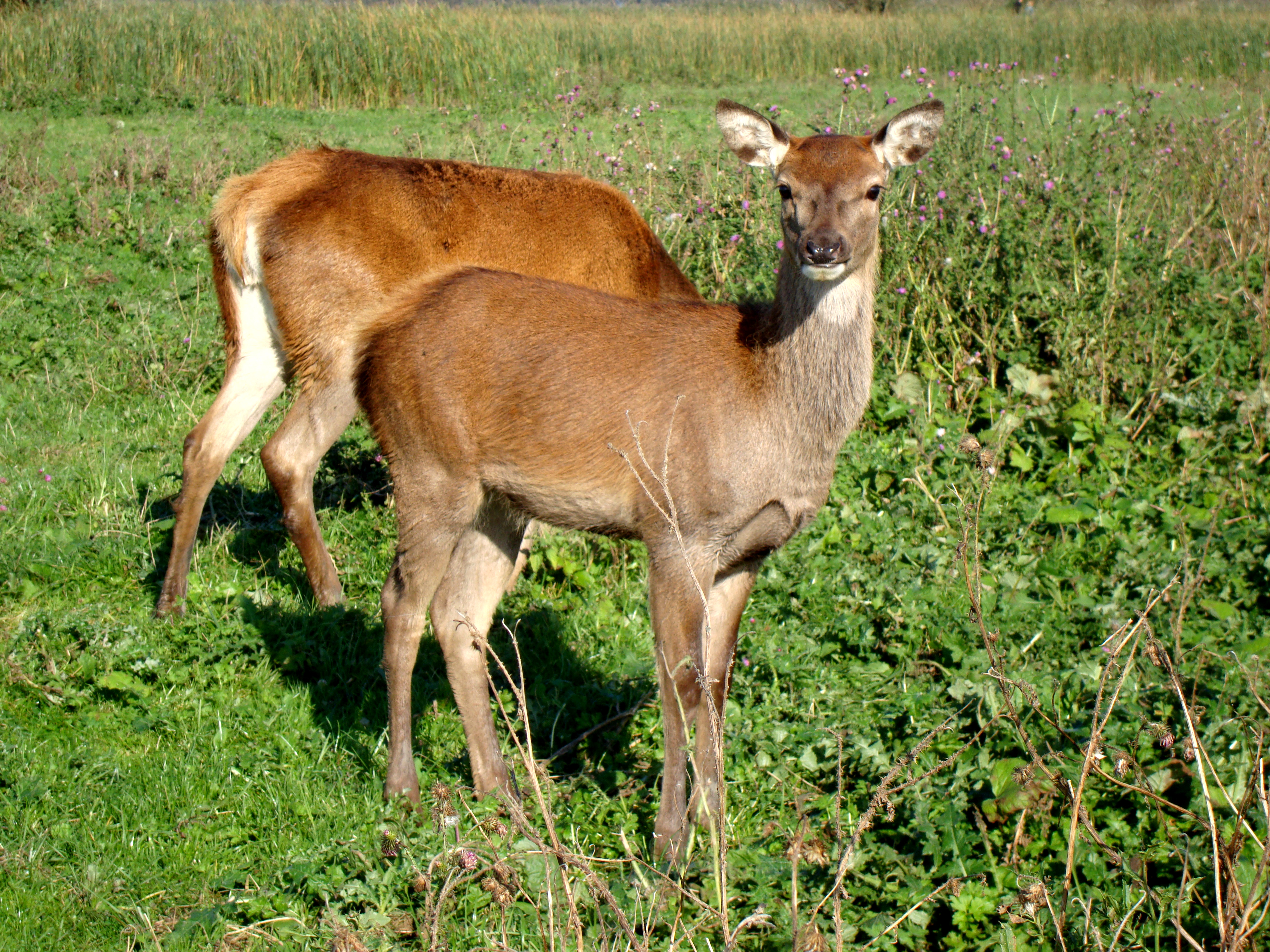
Edelherten, begrazer van de graslanden en de struweelzone

In 1992 werden, in aanvulling op de runderen en paarden, 44 edelherten uitgezet in het begrazingsgebied wegens hun invloed op de struweelzone waarin veel vlier voorkwam. In de Waterlanden werd een proefgebied aangelegd om het functioneren van diverse vormen van open water in een begrazingsgebied te onderzoeken.
Na de eerste 25 jaar genoten de Oostvaardersplassen grote (internationale) bekendheid dankzij de spontane natuurontwikkeling en de pogingen om nieuwe natuur doelbewust te laten ontstaan. Deze periode markeert ook een belangrijke wijziging in het denken over de natuur. In de jaren tot 1996 vond opnieuw een herbezinning plaats op doelen, inrichting en beheer van het gebied. Het gebied dankte zijn bekendheid vooral aan het belang voor de moerasbewonende vogels, die het gebied in grote aantallen gebruiken als foerageer-, rust- en broedgebied. Bij de herbezinning werd daarnaast ook aandacht besteed aan natuurrecreatie en aan de relaties met het omringende gebied. De resultaten werden door Rijkswaterstaat als leidraad neergelegd in de tweede Ontwikkelingsvisie (1995).

### Leren van natuurlijke ontwikkeling 1996–2015
In 1996 werd het beheer van Rijkswaterstaat overgedragen aan Staatsbosbeheer. Op grond van de opgestelde visie werd het uitgangspunt voor het beheer nu "niets doen, tenzij ...". Het 'wildernismodel' van bioloog Frans Vera lag hiervoor aan de basis. Het waterpeil binnen drie grote peilgebieden mocht onder invloed van neerslag en verdamping schommelen tussen ruime grenzen. De seizoensbegrazing met winterse opstalling en bijvoering van de dieren werd in 1995 definitief gestopt. De  begrazingsdruk werd niet langer actief gestuurd en de dieren werden in de winter niet bijgevoerd. Onderzoek werd opgestart naar de populatieontwikkeling en gezondheidsstatus van de grote grazers en hun invloed op de vegetatie. Daarnaast werden de in de ontwikkelingsvisie beschreven inrichtingsmaatregelen uitgevoerd. Zo werden de Oostvaardersplassen  door een moerasstrook (genaamd de Oostvaarderszone) aan de voet van de Oostvaardersdijk verbonden met de Lepelaarplassen. In het gebied bij de Praamweg werden poelen en plassen aangelegd en twee observatiehutten gebouwd.
Voor dieren die leven in een gebied groter dan 5000 hectare gold, dat zij de status van "wild" hebben. Ze hebben geen eigenaar en zijn dus geen gehouden dieren zoals beschreven in de Veewet. De Flora- en faunawet bleek van toepassing. Deze stelt dat eenieder in het wild levende dieren de nodige zorg dient te geven. Staatsbosbeheer voldoet hieraan volgens een gerechtelijke uitspraak uit 2006. Volgens de Flora- en Faunawet is het bijvoeren van wild verboden. Doordat de dieren in de Oostvaardersplassen als wild worden beschouwd was er geen verplichting om kadavers van dode dieren op te ruimen. Ze bleken een welkome voedselbron voor kraaien, raven, arenden en incidenteel een monniksgier.
In de praktijk bleek de dubbele doelstelling van het beheer lastig te combineren: enerzijds ruimte geven aan spontane natuurlijke processen, anderzijds het gebied als habitat voor belangrijke soorten in stand houden, desnoods met kunstgrepen. In de derde Ontwikkelingsvisie (2008) werd als beheerdoelstelling gekozen voor randvoorwaarden scheppen voor natuurlijke processen en deze in stand houden. Het beheer van de grote grazers was op dat moment al meer dan tien jaar gebaseerd op minimaal ingrijpen. De snelle toename van de aantallen grazers leidde ertoe dat in de late winter steeds meer dieren dood gingen. Dit zorgde voor maatschappelijke discussie en tot het eerste advies van het International Committee on the Management of large herbivores in the Oostvaardersplassen ICMO (2006) om de dieren meer beschutting te bieden en dieren die in de late winter in slechte conditie zijn te doden (reactief beheer). 
Anno 2011 leefden er in het gebied 3300 edelherten, 1150 konikpaarden, 360 Heckrunderen en 100 reeën. De jaarlijkse sterfte concentreerde zich uiteraard in de koude en voedselarme wintermaanden, en dan met name in maart. In lijn met de beheerafspraken greep Staatsbosbeheer zo min mogelijk in. Veel van de dieren verzwakten en overleden gedurende strenge winters. Om vermijdbaar lijden te voorkomen werden dieren waarvan verwacht mocht worden dat ze niet lang meer te leven hadden afgeschoten. De sterfte onder edelherten was in 2009 ongeveer 27%. In de winterperiode (1 december tot 30 april) van 2011–2012 stierven 1481 grazers (heckrund, konik en edelhert), in de winter van 2012–2013 waren dat er 1684.
De Tweede Kamer mengde zich in 2010 in het debat nadat het tv-programma EénVandaag stervende grazers toonde. Minister Gerda Verburg van LNV zegde toe de evaluatie van het zelfregulerende beheer nog in 2010 zou plaatsvinden. Bovendien besloot de Tweede Kamer dat na de strenge winter van 2010, waarin veel dieren vanwege de slechte toestand waarin ze verkeerden moesten worden gedood, overgegaan zou worden tot bijvoederen van de grote grazers bij voedseltekort. Staatssecretaris Henk Bleker, die de verantwoordelijk voor het natuurbeleid van Verburg had overgenomen, trok in 2011 eigen conclusies uit het ICMO-advies van 2010. In dit advies werden aanbevelingen gedaan voor de korte, middellange en lange termijn. Het ICMO adviseerde sterfte van grazers te accepteren in het kader van de doelstelling van natuurlijk terreinbeheer. Het experimentele beheer om zo weinig mogelijk in te grijpen en zo veel mogelijk ruimte te geven aan natuurlijke processen kon echter niet worden voortgezet. Bleker koos ervoor om aanvullende beschutting te bieden door de Oostvaardersplassen te verbinden met aangrenzende bospercelen, en zo nodig dieren in slechte conditie eerder te doden (vroeg-reactief beheer). Het advies van de ICMO om op langere termijn robuuste verbindingen, waaronder het Oostvaarderswold, met andere gebieden te realiseren nam hij niet over. De staatssecretaris streefde voor de langere termijn naar een stabiel, degelijk en goed gereguleerd beheer.
Om meer beschutting te bieden werd door Staatsbosbeheer 1200 meter schuilrichel aangelegd. Daarnaast werden de gebieden de Driehoek, het Oostvaardersbos en een deel van het Kotterbos in de winter opengesteld voor alle grote grazers. Voor de periode 2011–2015 werd een nieuw managementplan geschreven, waarin het realiseren van de Natura 2000-doelstellingen voor de Oostvaardersplassen de hoogste prioriteit kreeg. Staatsbosbeheer wilde deze doelstellingen zo veel mogelijk realiseren via natuurlijke ontwikkelingen, maar ook ingrijpen als dat nodig was.

### Natura 2000 beheerplan 2015 –2020
In opdracht van de staatssecretaris van Economische Zaken werd in 2014 het eerste Natura 2000-beheerplan voor de Oostvaardersplassen opgesteld. Hierin gaat het vooral om de bescherming en instandhouding van 31 vogelsoorten en hun leefgebied. Het beheerplan concludeerde dat de instandhoudingsdoelen voor 19 tot 23 vogelsoorten niet konden worden gehaald met voortzetting van het toen geldende beheer. 

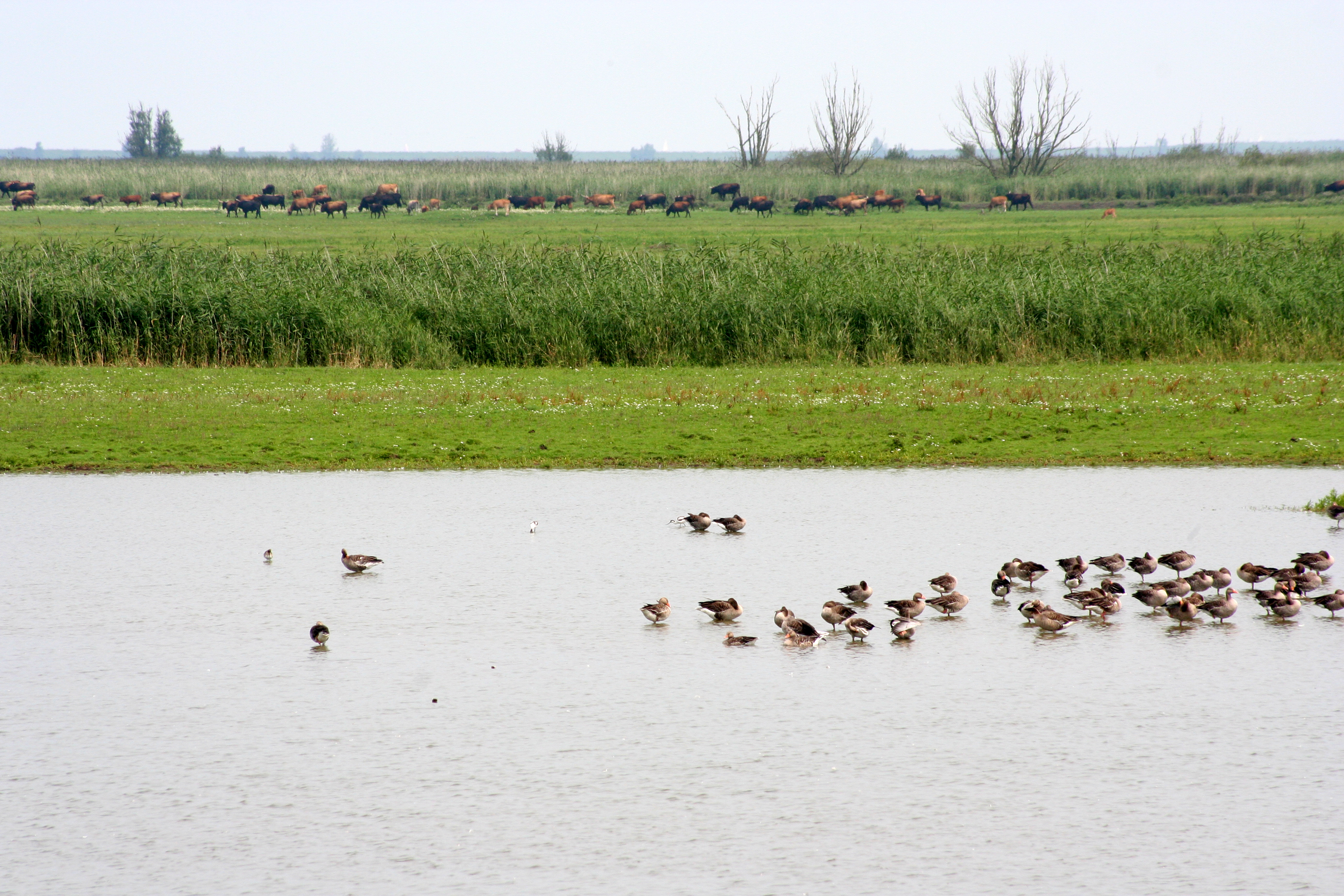
Grauwe ganzen
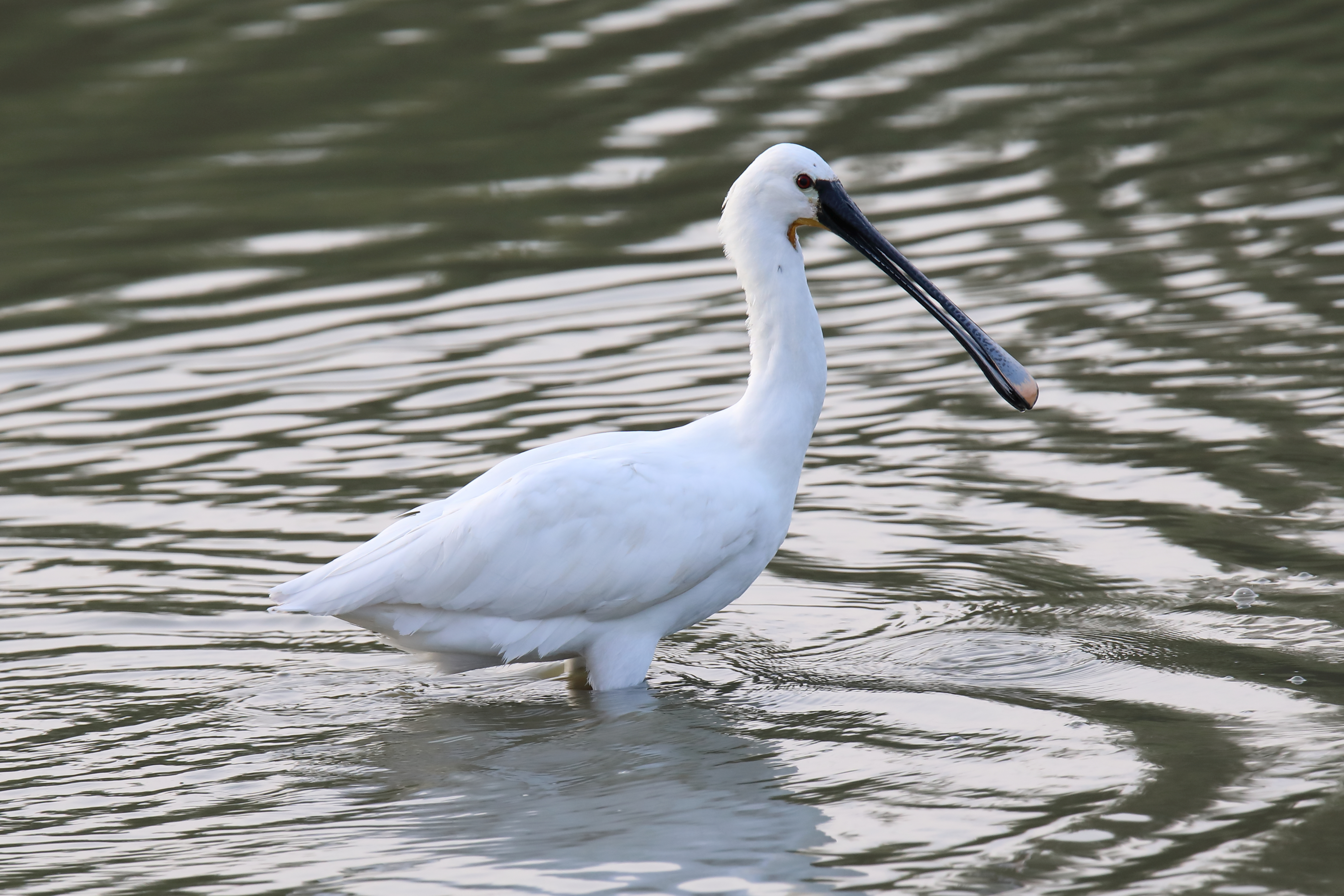
Lepelaar
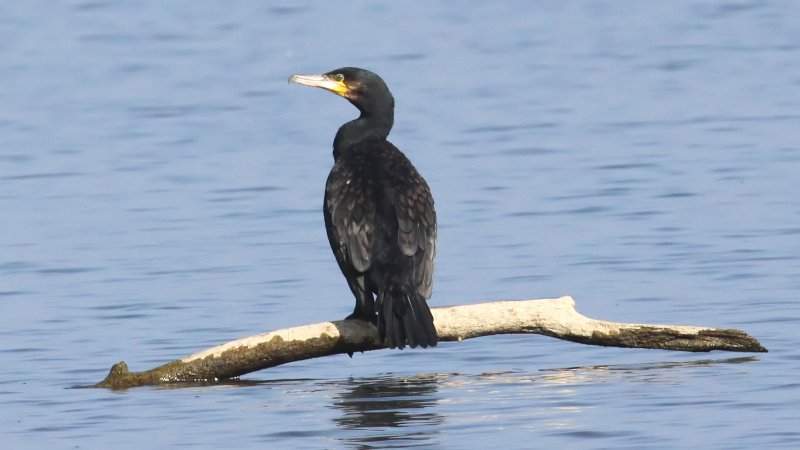
Aalscholver
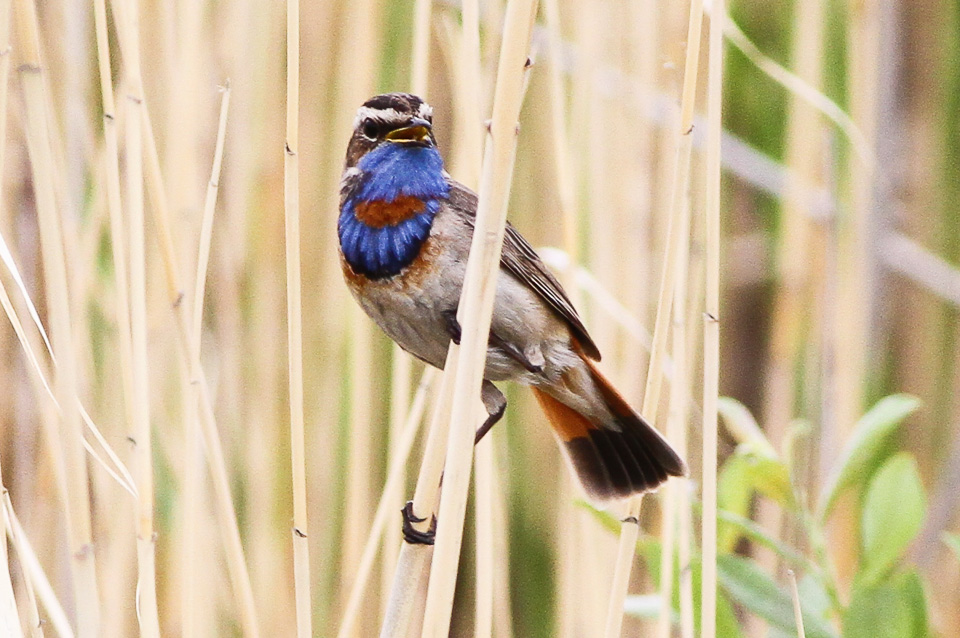
Blauwborst

Een belangrijke reden voor het niet behalen van de doelen werd veroorzaakt door het ontbreken van  voldoende peildynamiek in het moerasdeel. Daarom werd voorgesteld het waterpeil in het moerasdeel voor een periode van drie jaar drastisch te verlagen, waarna eenzelfde periode van geleidelijke peilverhoging moest volgen. De ervaring had geleerd dat deze ingrepen ongeveer tien jaar sterk van invloed zouden zijn op de aantallen moeras- en watervogels. Daarnaast moesten maatregelen worden getroffen die zorgden voor een zo groot mogelijke seizoens- en jaarlijkse peildynamiek als gevolg van neerslag, verdamping en afvoer. Ook werden enkele maatregelen voorgesteld in het grazige gebied en het aangrenzende bosgebied.
Staatssecretaris Sharon Dijksma presenteerde op 12 maart 2015 in een brief aan de Tweede Kamer haar visie op het beheer van de Oostvaardersplassen in de periode vanaf 2015. De waarde van het gebied voor vogels kwam daarin meer dan voorheen centraal te staan. De voorgestelde maatregelen voor het moerasdeel in het Natura 2000-beheerplan droegen daaraan bij. Ook het beheer van de grote grazers in het grazige deel ondersteunde de vogeldoelstellingen. Het vroeg-reactief beheer van de kuddes werd voortgezet. 
In de bosrijke schil om het Natura 2000-gebied werd het beheer op maat afgestemd op de functies die daar aan de orde zijn, zoals natuur, bos, landschap en recreatie. Het beheer voor de daar aanwezige grazers (vooral edelherten) werd hierop aangepast en er werd meer aandacht geschonken aan toerisme, recreatie en  de visuele beleving van het gebied. Staatsbosbeheer ging hiernaast in de maatschappelijke discussie over grote grazers, de interactie aan met het publiek en stelde hierbij een maatschappelijke adviescommissie in. De overdracht van de beheer verantwoordelijkheid van de Oostvaardersplassen van het Rijk aan de provincie Flevoland  in december 2016  versterkte deze tendens. In 2017 gaf Provinciale Staten aan dat meer recreatie in het gebied gewenst was, waarbij ook de positie van de grote grazers moest worden betrokken.

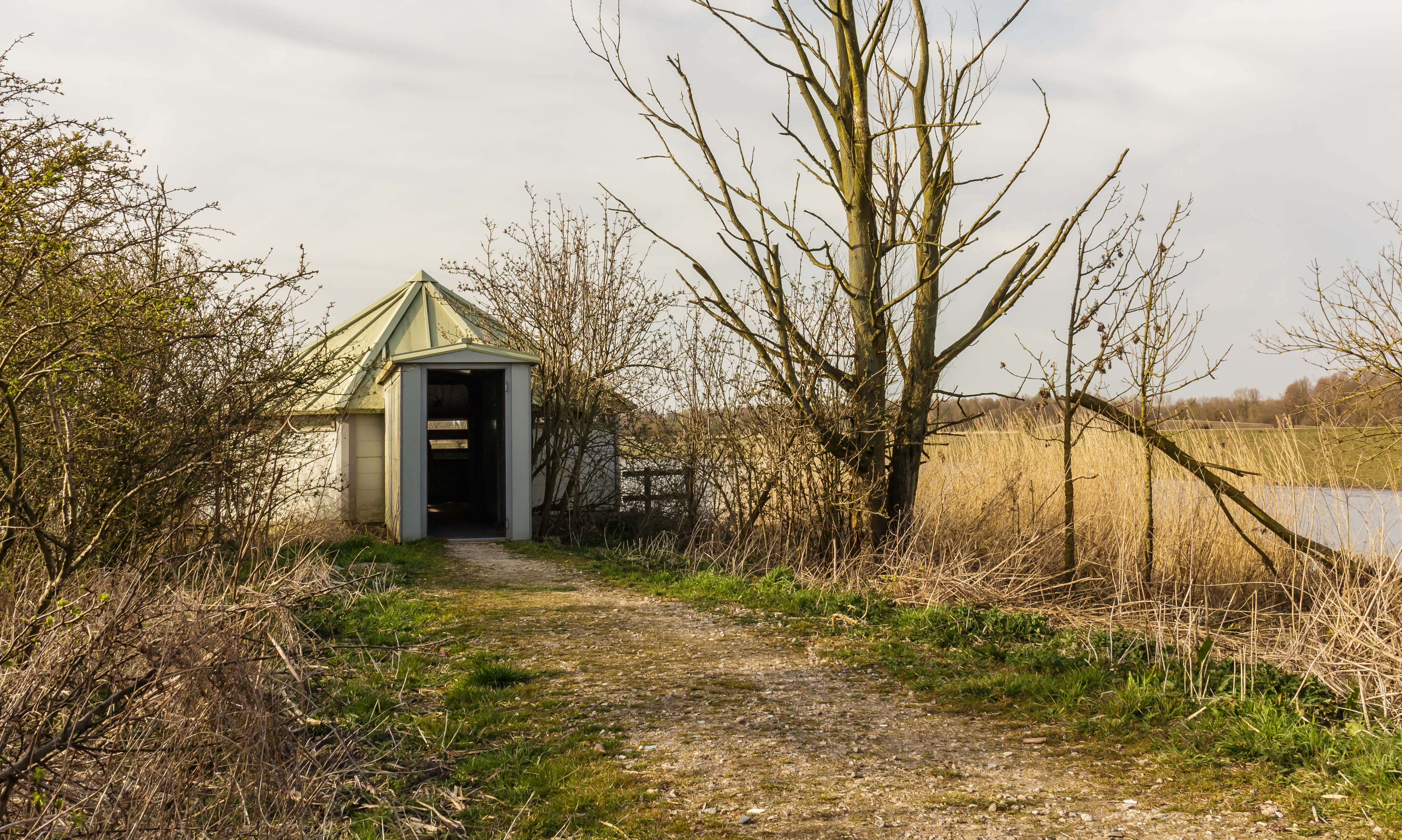
Vogelkijkhut De Krakeend

In 2018 was er veel protest tegen de, in ogen van actievoerders, ontoelaatbaar hoge sterfte onder de grote grazers. In oktober 2017 waren er nog 5.230 dieren, in maart 2018 was meer dan de helft daarvan, bijna 3.000, overleden door fysieke problemen of vanwege hun slechte lichamelijke toestand afgeschoten door Staatsbosbeheer. Vanaf eind februari 2018 gingen actievoerders dieren bijvoeren, ook al was dat niet toegestaan. Bij een protest op eerste paasdag werden vijf actievoerders gearresteerd toen ze een hek vernielden om de dieren bij te voeren, ook werden boswachters met de dood bedreigd. Onder maatschappelijke druk besloot de provincie Flevoland om Staatsbosbeheer opdracht te geven de dieren bij te voeren.

### Advies beheer Oostvaardersplassen 2017 - heden (2023)
In 2017 werd door het college van Gedeputeerde Staten van Flevoland de Externe begeleidingscommissie beheer Oostvaardersplassen in gesteld. Voorzitter van deze commissie was Pieter van Geel. Aan de commissie werd gevraagd de Provincie te adviseren over de toekomst van het gebied. Met als uitgangspunten het behoud van het karakter van het gebied, het belang van de Natura 2000-doelen voor vogelsoorten, een impuls bieden aan recreatie en toerisme en het welzijn van de grote grazers. 
Begin 2018 bracht de commissie haar advies uit. Provinciale Staten van Flevoland besloten het advies met enkele aanvullingen over te nemen. Staatsbosbeheer vertaalde het besluit van Provinciale Staten in 2020 in een nieuw managementplan voor het gebied. In lijn met het advies van de commissie van Geel werd gekozen voor het terugbrengen van het aantal grote grazers naar  1100 dieren; ca. 500 edelherten en 600 heckrunderen en konikpaarden. Dit aantal zal tot een gevarieerd landschap moeten leiden met een rijk vogelleven. De dieren worden regelmatig gecontroleerd, bij een te lage Body Conditie Score (BCS) kan worden besloten tot bijvoederen. Kreupele, gewonde of gebrekkige dieren die niet meer kunnen herstellen worden afgeschoten.
In de jaren na vaststelling van het managementplan zijn door afschot of uitplaatsing de aantallen grote grazers teruggebracht tot het gewenste aantal van 1100. Dit doel werd in 2023 bereikt. Sindsdien vindt regulier aantal-beheerplaats door jaarlijks een deel van aanwas uit te plaatsen of af te schieten.

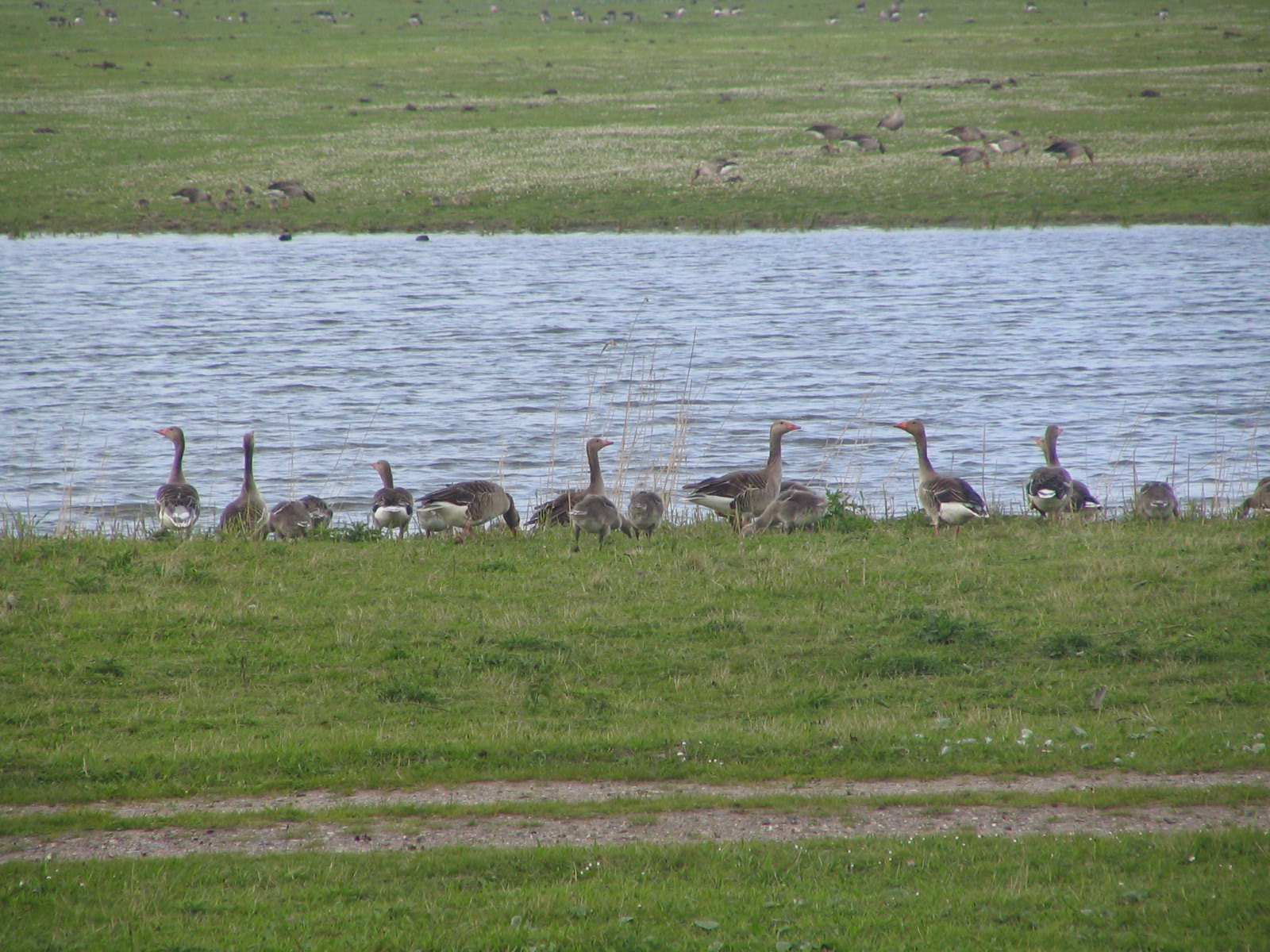
ganzen
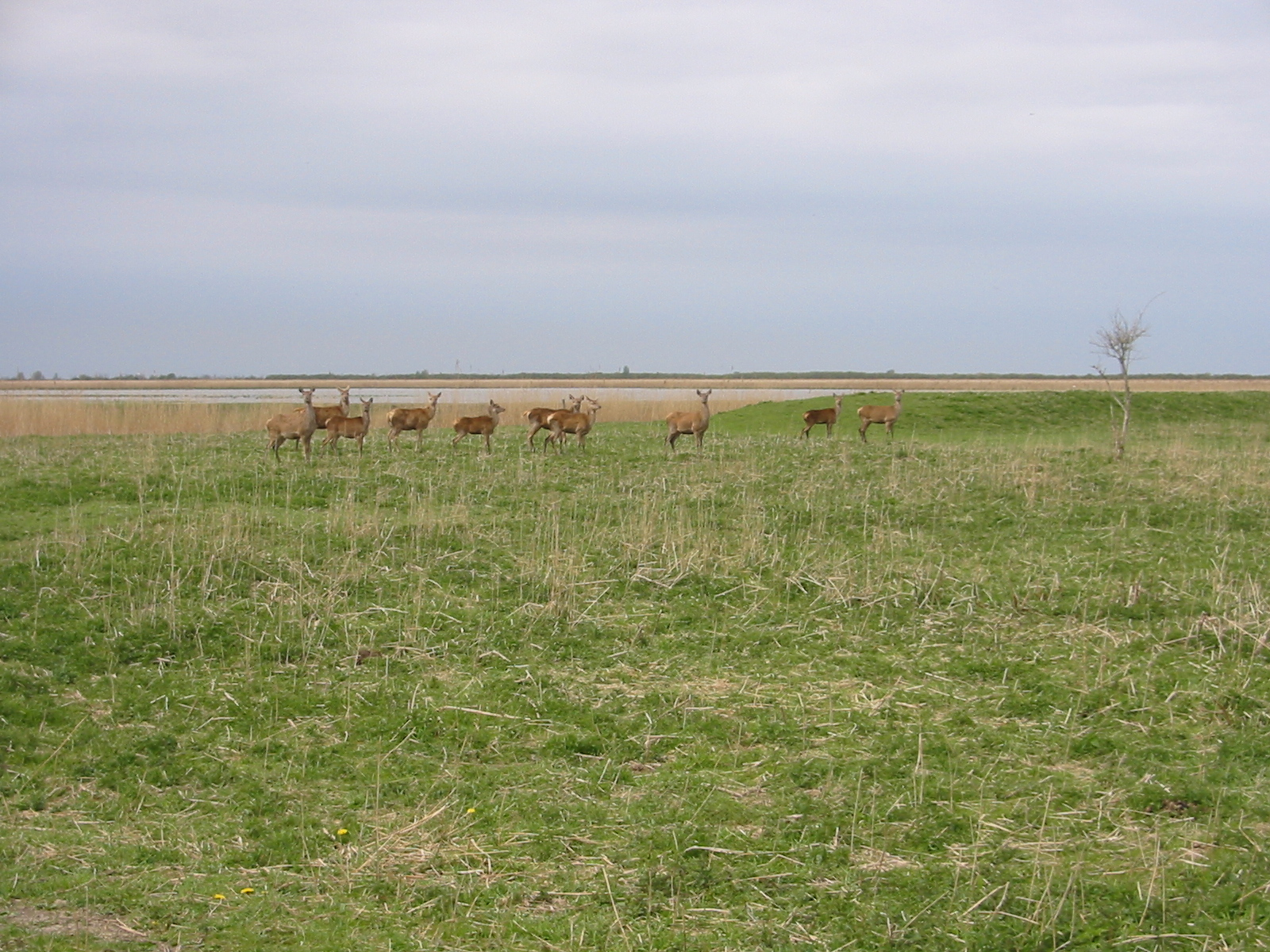
edelherten
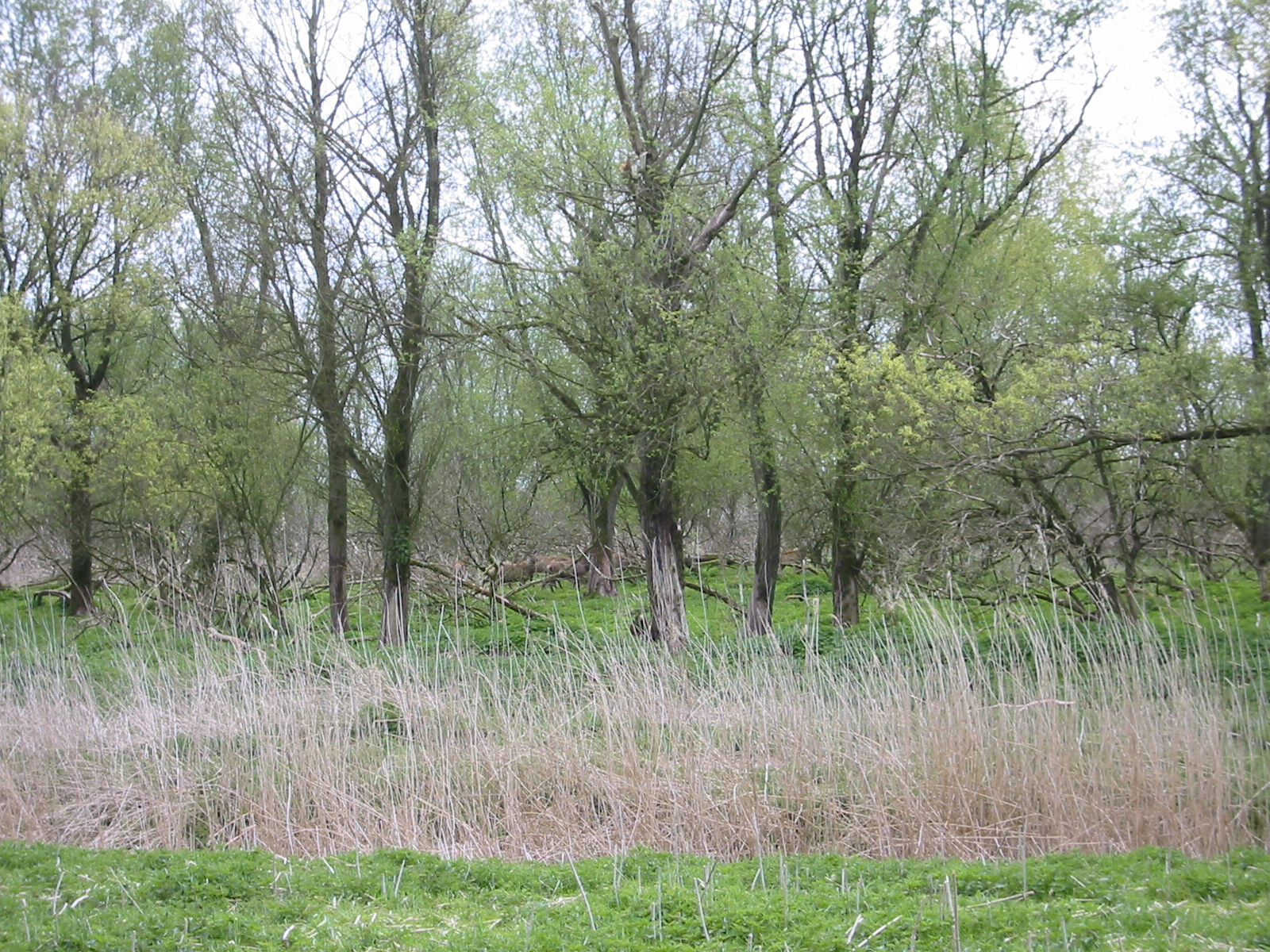
edelherten
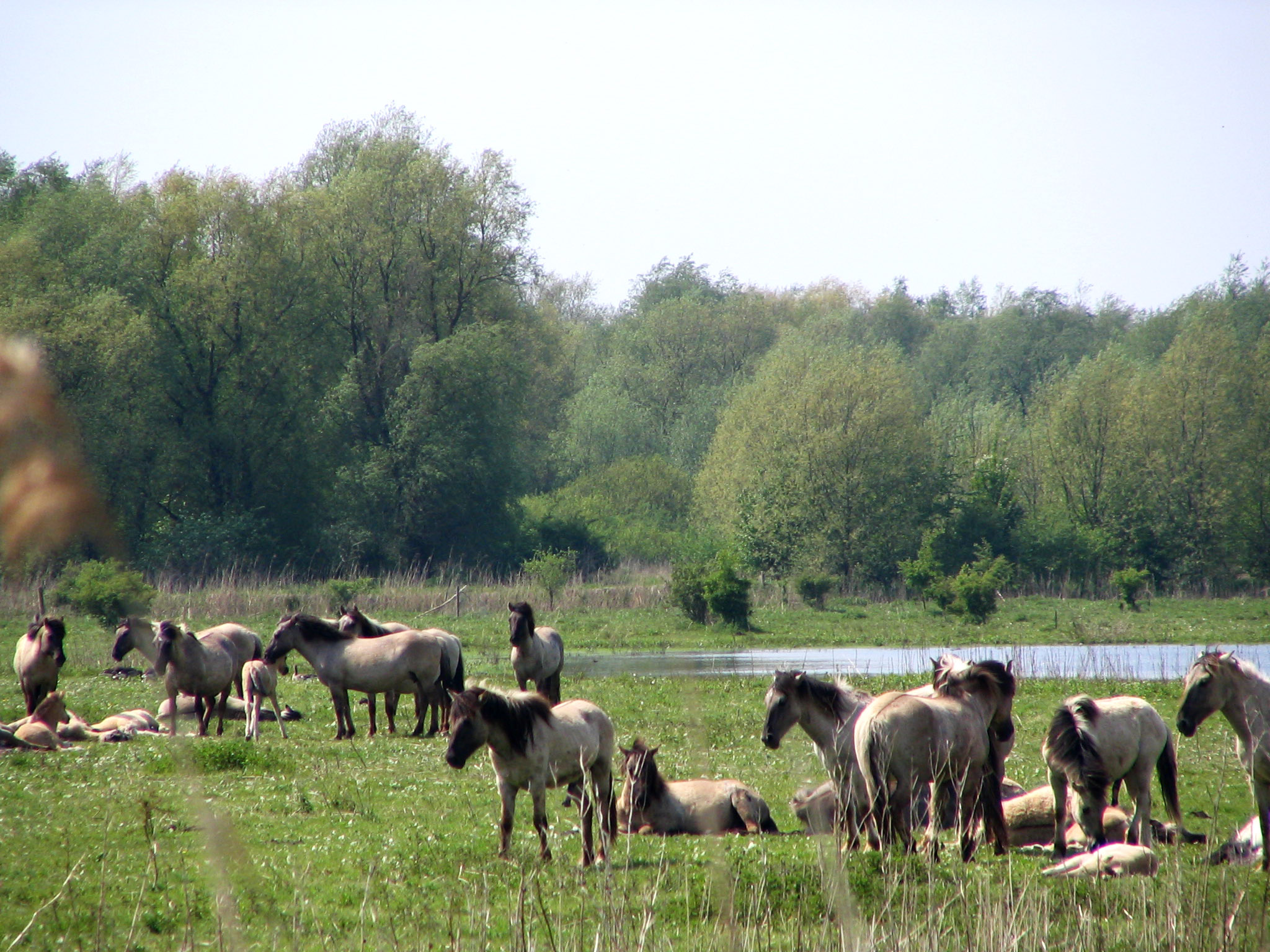
konikpaarden

## Grazers

### Proeftuin voor modern natuurbeheer?
De Oostvaardersplassen geldt als een bijzonder natuurgebied. Het is een van de belangrijkste gebieden in Nederland waar op relatief grote schaal met natuurontwikkeling ervaring wordt opgedaan. De introductie van grote grazers is vanaf het begin daarvan onderdeel geweest, enerzijds met het doel om tot een alternatieve manier van begrazing te komen, anderzijds om tot aanzetten voor een zelfregulerend ecosysteem te komen. Het is dus in verschillende opzichten een experiment dat onvermijdelijk tot discussie onder deskundigen heeft geleid. Verschillende maatschappelijke organisaties hadden anno 2010 posities ingenomen in dit debat dat paradigmatisch is geworden ten aanzien van de introductie en het beheer van grote grazers in Nederland. Dierenwelzijnsorganisaties wezen preventief beheer door afschot categorisch af, terwijl jagers stellen dat beheersjacht minder dierenleed veroorzaakt omdat er geen periode van lijden aan voorafgaat.
De Koninklijke Maatschappij voor Diergeneeskunde onderschreef de zogenaamde zorgplicht voor grote grazers maar wilde meer discussie over de wijze waarop dat moet gebeuren. Natuurbeschermingsorganisaties staan over het algemeen positief tegenover begrazing met grote grazers, al is er wel enige zorg over de mogelijke achteruitgang van de biodiversiteit.

### Effect biodiversiteit
Een gevolg van de landschappelijke veranderingen die mede veroorzaakt werd door begrazing, was het verdwijnen van diverse vogelsoorten uit het gebied. Het leidde in de Oostvaardersplassen tussen 1997 en 2002 bij een stijgende populatie grote grazers tot het verdwijnen van dertig tot honderd procent van de broedvogels van de open ruigtes, weidegebieden en droge rietlanden.  De variatie aan planten in de grazige gebieden bleek ook afgenomen. Onder biologen ontstond discussie over de wenselijkheid van dit neveneffect van het natuurlijke beheer met grazers.

### Discussie voedsel en dierenwelzijn
Tegenstanders van het graasbeheer wezen er op dat het begraasbare oppervlakte te klein is voor de grote aantallen dieren. Migratie vanuit de Oostvaardersplassen bleek niet mogelijk waardoor grazers niet de mogelijkheid hebben om in perioden van voedselschaarste andere gebieden op te zoeken. Voorstanders van de grote grazers wezen er juist op dat er in oorspronkelijke natuurlijke situaties ook veel hindernissen zijn die migratie vrijwel onmogelijk maken, zoals rivieren, moerassen en bergketens. Dit zijn "natuurlijke hekken". Er is dus ook in een natuurlijke situatie een beperkte hoeveelheid voedsel.
Onder deskundigen was er discussie over de vraag of de dieren voldoende voedsel hadden en of dieren lijden bij een verminderd voedselaanbod. De dieren moeten in de winter kunnen teren op hun vetvoorraad. Een deel van de dieren bouwt onvoldoende vet op en zal daardoor sterven. Dat dieren in de winter op een ander dieet overschakelen, zou gunstig zijn voor hun spijsvertering en niet wijzen op een tekort aan voedsel. Dit zou bovendien zonder lijden gepaard gaan. Herkauwers die sterk vermagerd zouden echter volgens sommigen ernstig leiden onder het voedselgebrek.
Ook was er discussie over de vraag of voedselgebrek in de winter ertoe zou leiden dat dieren zich minder voortplanten. Sommigen meenden dat de voedselomstandigheden in dit gebied in de zomer zo uitbundig zijn dat de prikkel om zich niet voort te planten grotendeels vervallen is in de bronsttijd.

## Waterbeheer
De waterhuishouding van de Oostvaardersplassen is verdeeld in diverse niveaus. Het belangrijkste onderscheid bestaat uit het natte moerasdeel en het deel waar de grote grazers leven. Oorspronkelijk was het natte deel lager dan het grazige gedeelte. Door inklinken van de bodem werd het droge deel natter en het natte deel droger. Om te voorkomen dat het moeras zou verdwijnen, werd ingegrepen door er een kade omheen te leggen. Er werd gestreefd naar een vaste waterstand.
Een probleem dat zich hierdoor voordeed was het steeds meer verdwijnen van riet. Een experiment waarbij men een deel van het moeras tijdelijk droog liet vallen bleek gunstig voor pioniersplanten. Tijdens de droge periode rijpte de klei waardoor het daarna terugkerende water helderder bleef. Ook het feit dat in de droogvalperiode veel volwassen schubkarpers om het leven kwamen droeg daar aan bij. Er waren meer waterplanten en er was weer ruimte voor jonge vis. Dit was gunstig voor visetende vogels.
Bij een natuurlijk waterpeilbeheer is er tijdens de droge jaren minder ruimte voor allerlei visetende vogels zoals de lepelaar. Omdat het hier om beschermde vogels gaat, werd al gauw gesteld dat een natuurlijk peilbeheer  onaanvaardbaar zou zijn. In de praktijk bleek echter dat de vogels in droge perioden hun heil elders zoeken waardoor er op allerlei plaatsen vogels tot broeden zijn gekomen die daar tot dan toe niet voorkwamen. Het gevolg was dat een aantal jaren later geconstateerd kon worden dat de verspreiding van sommige soorten vergroot is waardoor de risico's voor de instandhouding van de soort verminderd zijn.
Wanneer het moeras droog valt, zal de grond inklinken. De dijken om het moeras heen zullen echter hun hoogte houden waardoor de waterdiepte in de Oostvaardersplassen kan toenemen. Het is daarom belangrijk dat na een droge periode, de hoogte van de uitstroompunten herzien wordt. Veel water van de Oostvaardersplassen stroomt via de Oostvaarderszone en het Wilgenbos af naar de Lage Vaart. De capaciteit van de Oostvaarderszone is echter kleiner dan de maximale uitstroomcapaciteit van de Oostvaardersplassen, hierdoor kan er wateroverlast ontstaan in het nabijgelegen industriegebied.

## Ontwikkelingen in flora, fauna
In een jong gebied als de Oostvaardersplassen zijn allerlei processen aan de gang waardoor het gebied aan snelle verandering onderhevig is. Juist dit proces van verandering maakt de Oostvaardersplassen voor velen interessant.

### Vegetatie
Het oorspronkelijke wilgenbos begint door stormen, vraat en ziekte steeds opener te worden. In het veld komt op verschillende plaatsen meidoorn op. Waar koeien en paarden het riet hebben weggevreten, ontstaat grasland. Langzamerhand beginnen ook klavers en andere planten hierin hun plaats te vinden. De massaal opgekomen vlier is op zijn retour. Deze wordt alleen door het edelhert gegeten.

### Vogelstand

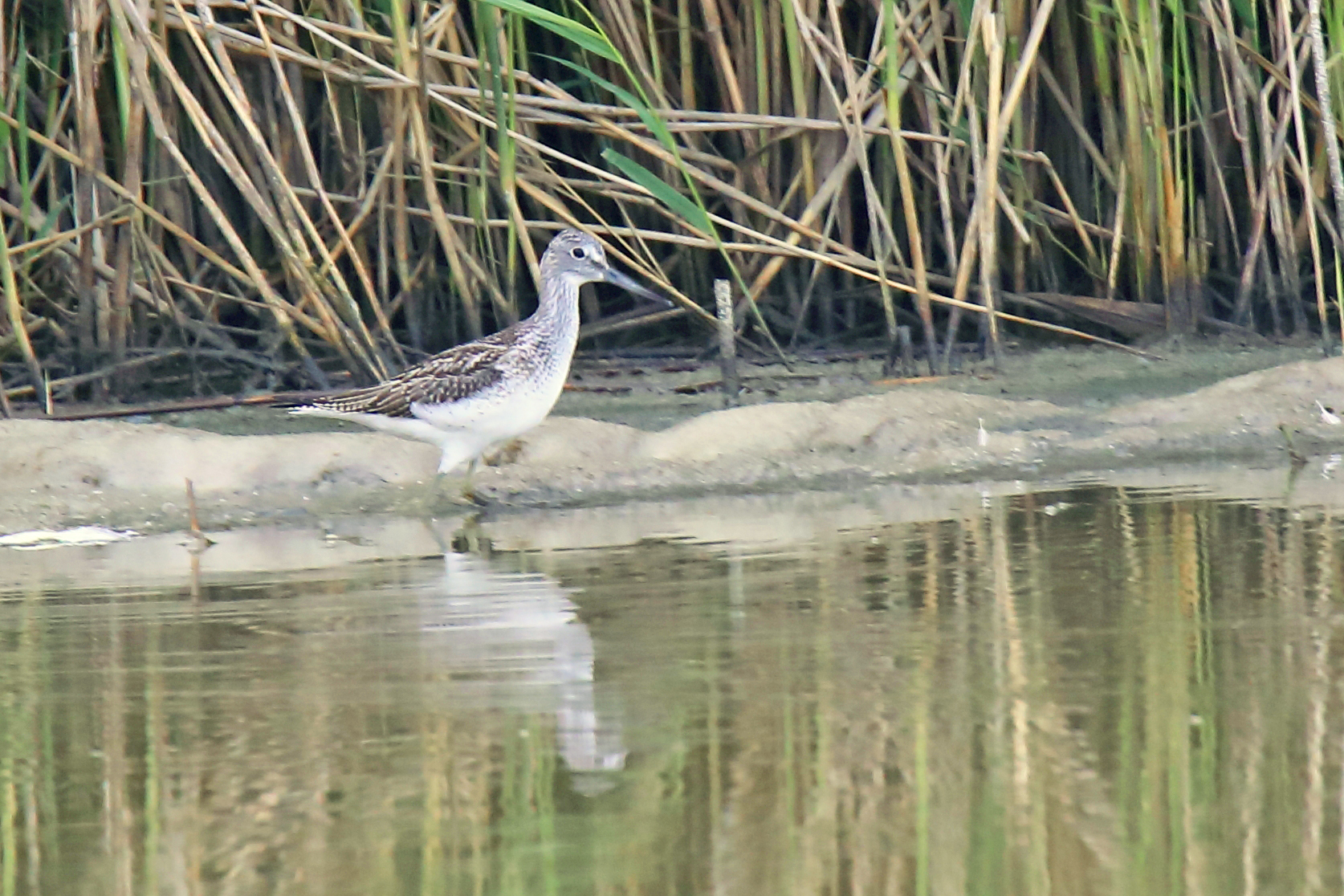
witgatje
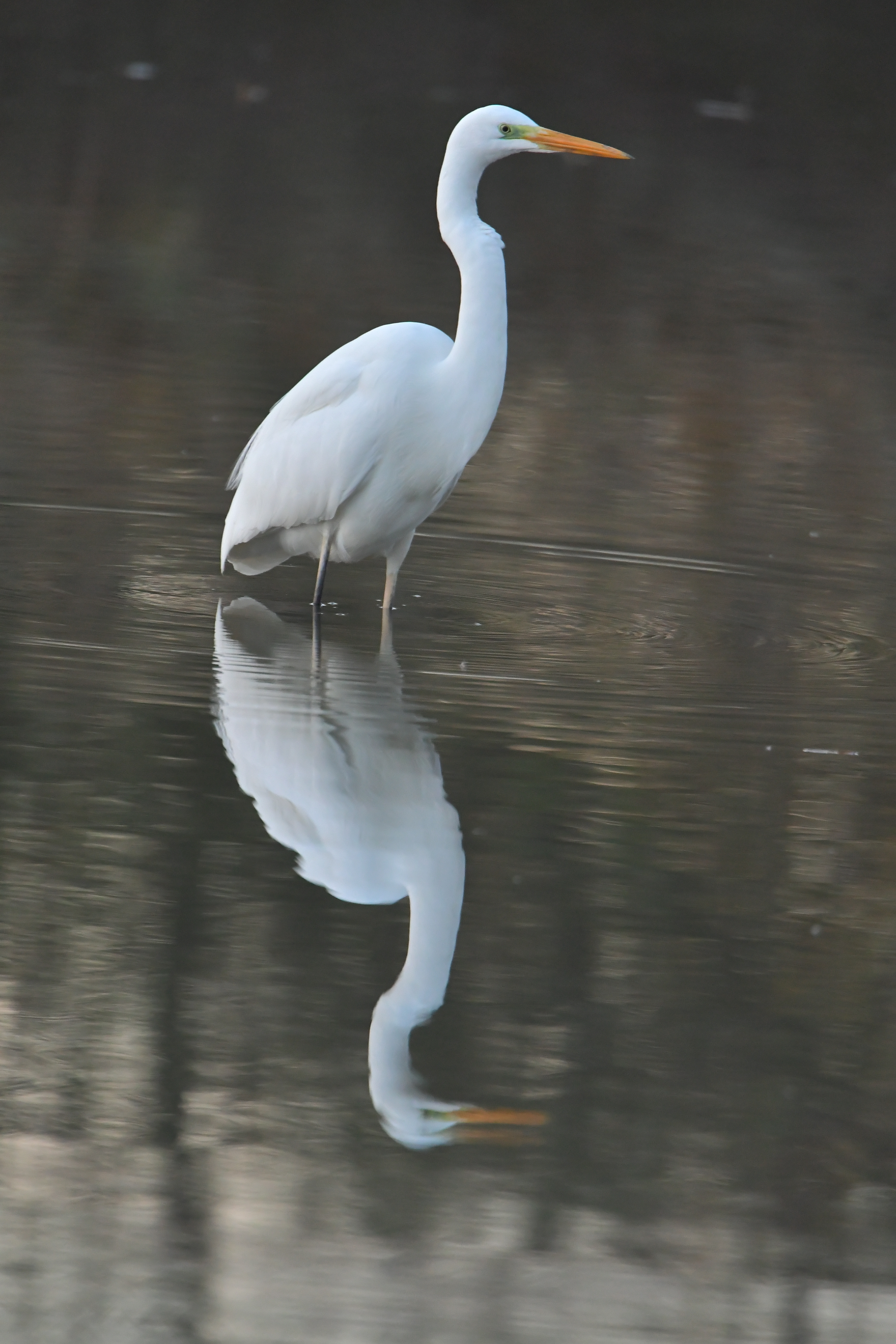
kleine zilverreiger
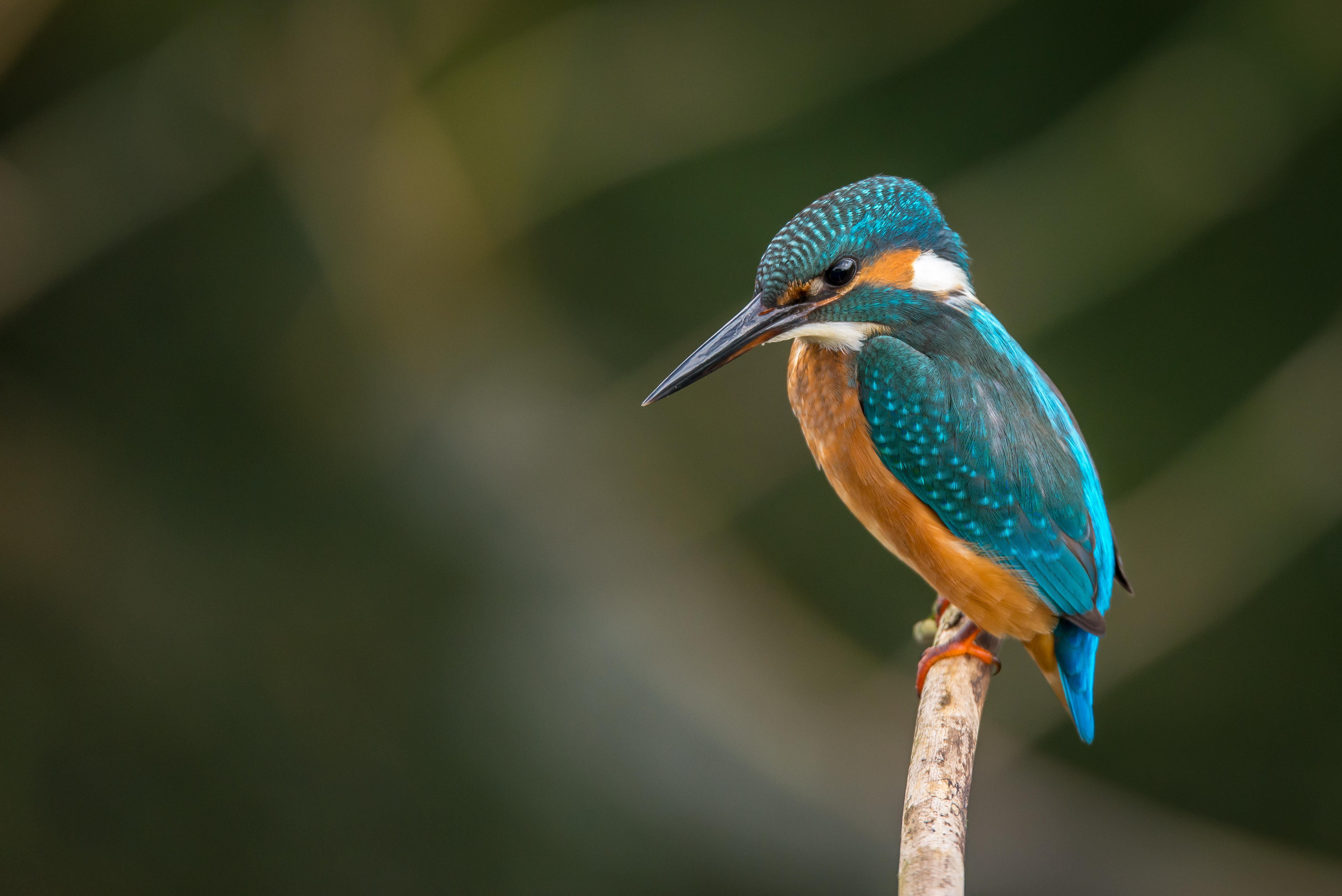
ijsvogel
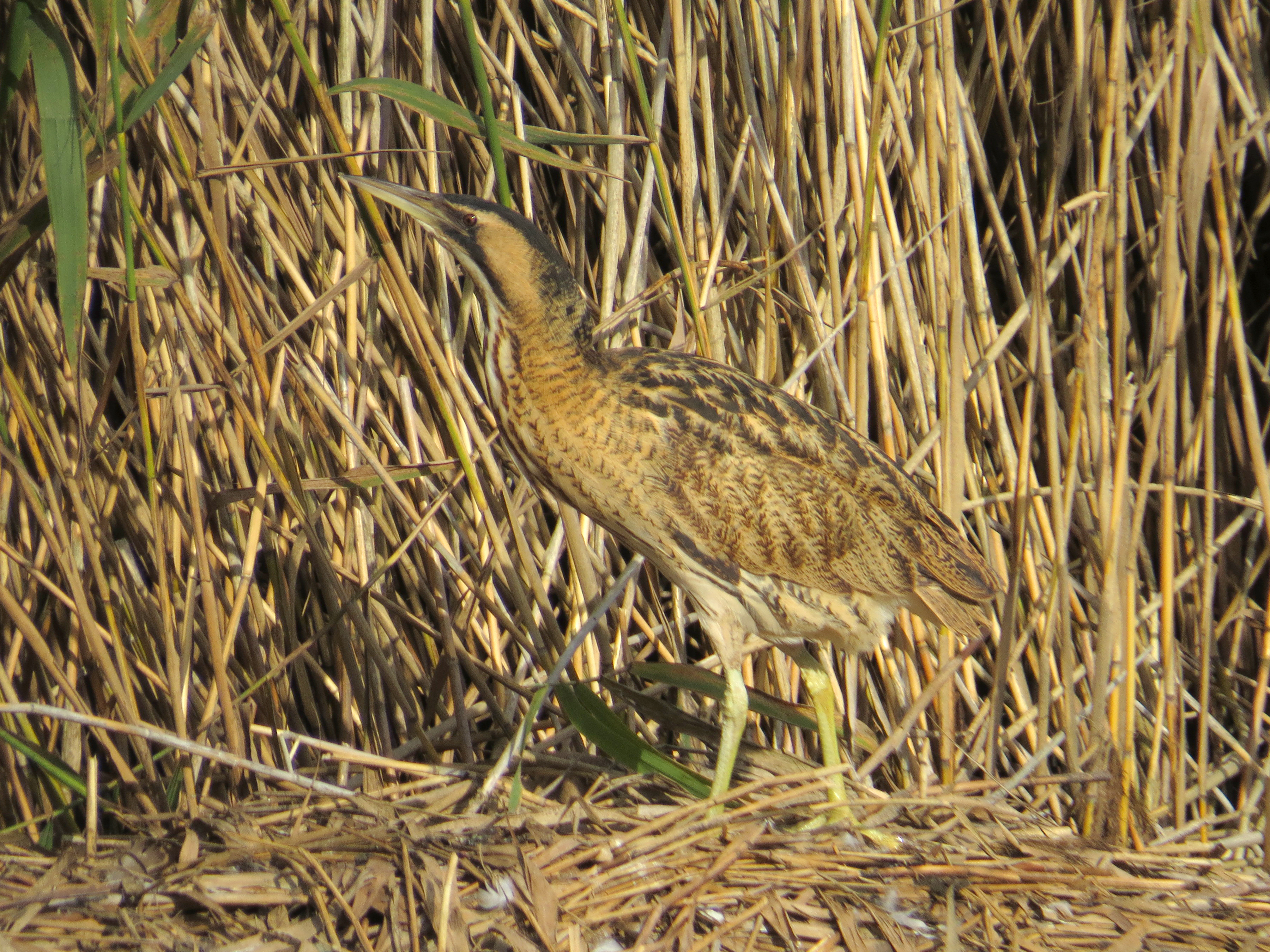
roerdomp
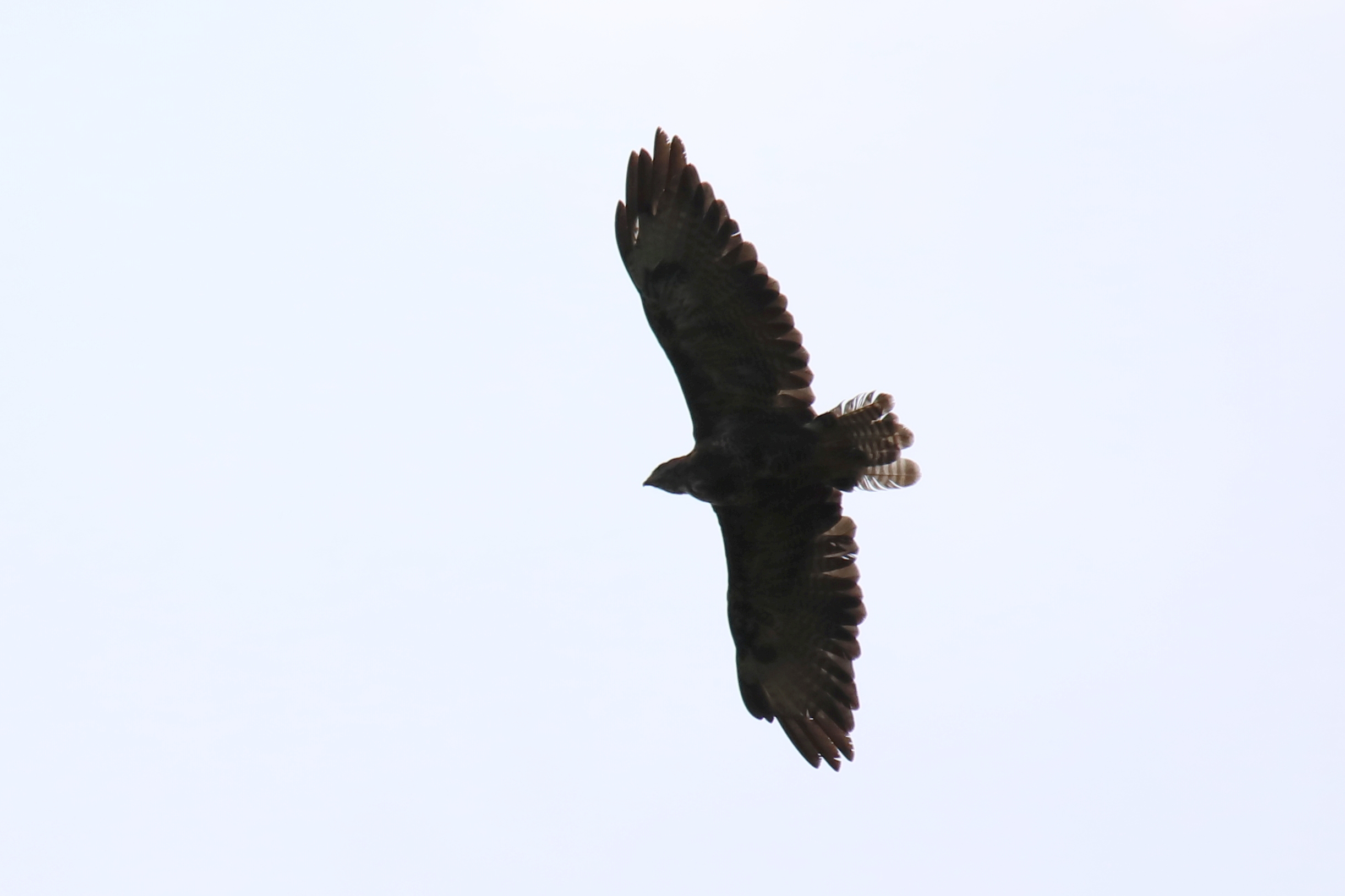
zeearend

Het gebied telt circa 30 belangrijke soorten vogels. Hiertoe behoren zeldzame vogels als de roerdomp en de kleine zilverreiger, maar ook algemene soorten als de grauwe gans, waarvan er gemiddeld 33.000 te vinden zijn. De inrichting van het poelengebied blijkt hierin een belangrijke rol te spelen: het aantal nesten van de zilverreiger en lepelaar gaat gestaag omhoog.
In de tijd gezien zijn er tot het jaar 2000 drie ingrijpende periodes geweest in het moerasgebied: droogte in 1987 tot en met 1990, het weer met water vollopen in periode van 1991 tot 1994, en een waterpeilverhoging in 1998. Uit waarnemingen gedurende al de jaren blijkt dat elke vogel zijn optimale waterstand kent. Een dodaars wil meer dan veertig centimeter waterdiepte, een baardman tussen tien en veertig centimeter en voor de rietgors is minder dan tien centimeter te prefereren. Wisselingen in de waterstand en periodieke droogval leiden tot een meer dan evenredige toename van vogelsoorten. De verschillende soorten pieken na elkaar. Een ideale situatie voor alle soorten is niet mogelijk, de opeenvolging van af- en toename van soorten is volgens Frans Vera juist kenmerkend voor een gebied als de Oostvaardersplassen.
In 2002 werd voor het eerst een nest door een paar juveniele visarenden gebouwd. Het is voortijdig uit de boom gewaaid, maar toch voedde het de hoop dat de visarend in de toekomst in het gebied tot broeden zou komen. Ook de zwarte ooievaar en de zeearend laten zich met zekere regelmaat in de Oostvaardersplassen zien. De zeearend heeft zich in 2006 als broedvogel gevestigd.

### Visstand

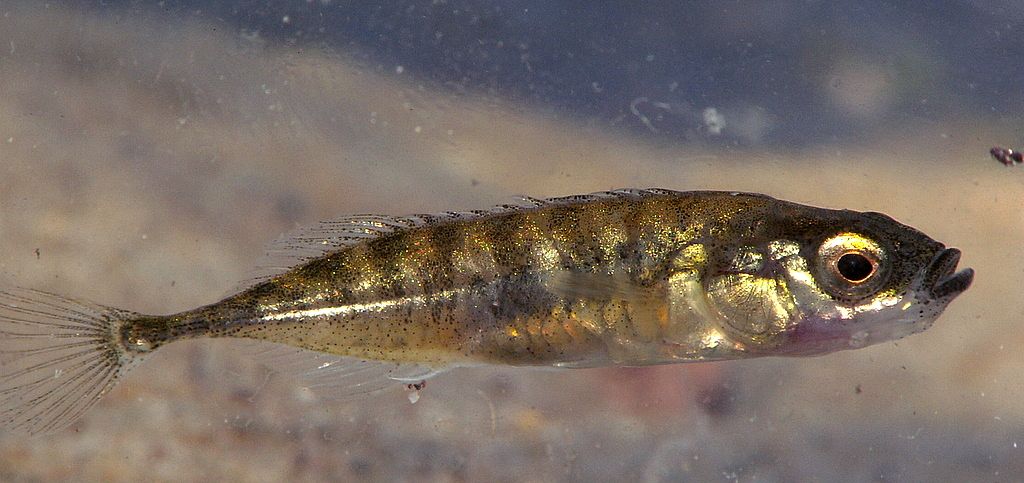
tiendoornige stekelbaars
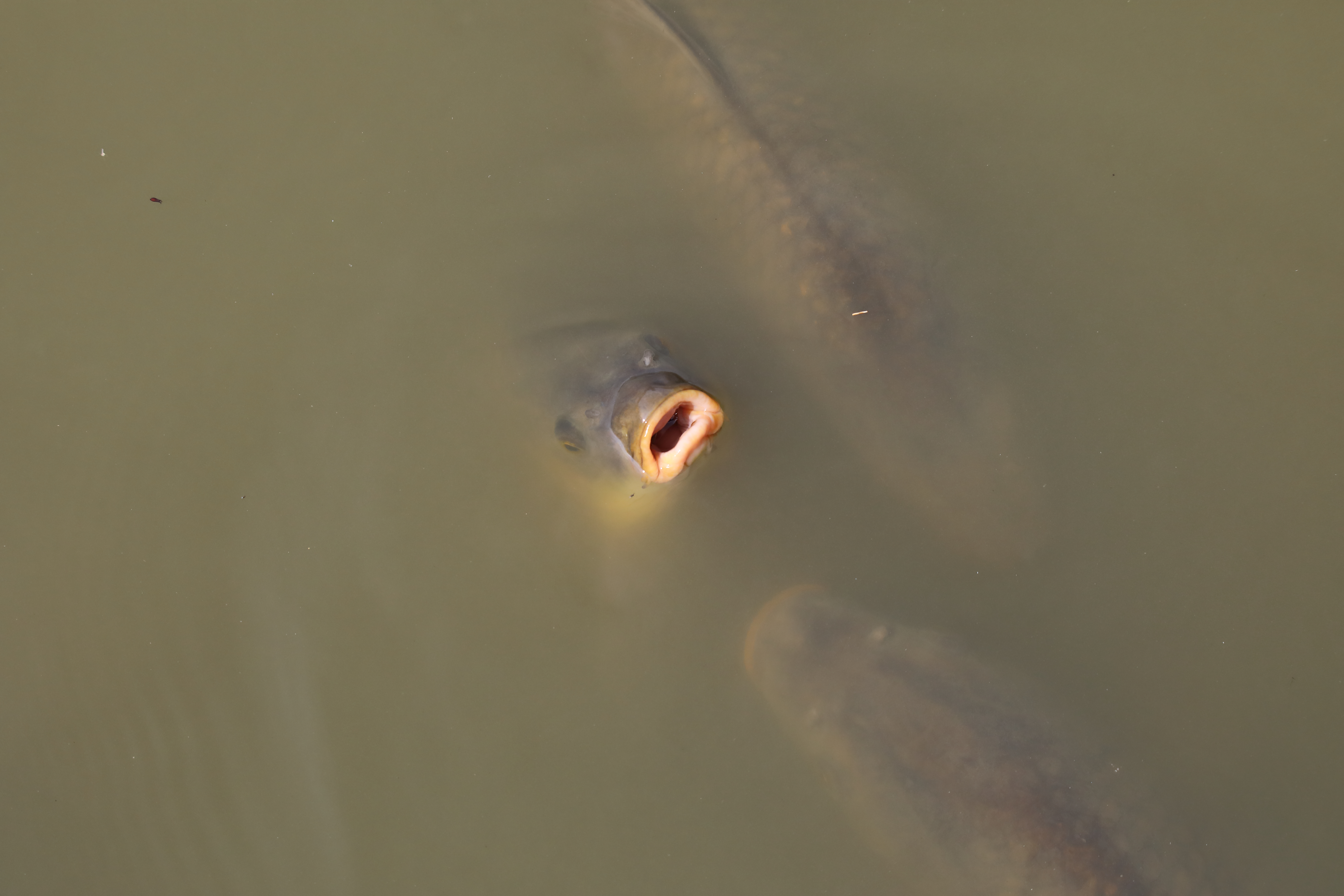
karper
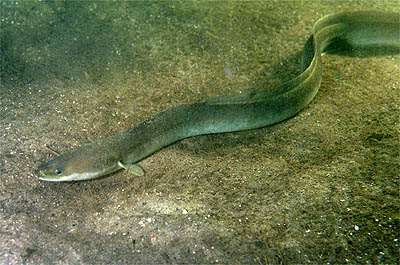
aal

De Oostvaardersplassen zijn arm als het om vis gaat. Slechts 15 soorten vis zijn bekend: aal, brasem, driedoornige stekelbaars, lederkarper, pos, baars, ruisvoorn, schubkarper, serpeling, snoekbaars, spiegelkarper, tiendoornige stekelbaars, winde en zonnebaars. Anno 2009 zitten de wateren van de Oostvaardersplassen vol met volwassen karpers. Er is praktisch geen predatie op deze vis. De komst van de Europese otter en de Europese meerval zou de diversiteit kunnen verhogen. Dit zou gunstig kunnen zijn voor dieren als de zeearend en de visarend.
De ecologische verbindingszone (Oostvaarderszone) is functioneel voor planten en dieren, voor vissen zijn de sluisjes echter onneembaar. Tot 2023 waren er geen vistrappen waardoor vis de Oostvaardersplassen niet in en uit kon komen. Een gevolg was dat trekkende vis als de paling in dit gebied uitstierf. Ook het stekelbaarsje kon in het voorjaar niet binnen zwemmen. Het grootste probleem was echter de leeftijdsopbouw van de karper. Er is nauwelijks predatie op de volwassen vis mogelijk, en als gevolg hiervan bestaat de visstand vooral uit volwassen vis.
Doordat met name de Europese meerval, aanwezig in de Flevolandse vaarten, in de Oostvaardersplassen ontbreekt, zal de onnatuurlijke visstand zich handhaven. Hierdoor is er minder prooi voor vogels als de kwak, ralreiger en het woudaapje. Het is waarschijnlijk dat met predatie op volwassen karpers, deze vogels in aantal zullen toenemen.
In 2023 is een vistrap aangelegd tussen de Oostvaarderplassen en de Lage Vaart. Via Gemaal Colijn kan nu vis uit het IJsselmeer via de Lage Vaart de Oostvaarderplassen bereiken.  Naar verwachting zal Waterschap Zuiderzeeland op termijn ook Gemaal De Blocq van Kuffeler vispasseerbaar maken  opdat via dat gemaal en de Lage Vaart vis uit het Markermeer de Oostvaardersplassen kan bereiken.

### Overige fauna
De ringslang komt nu voor in het gehele gebied en de bever heeft zich gevestigd nabij de aalscholverkolonie.

### Nieuwe vestiging van soorten
Middels ecologische verbindingszones is er contact met de Lepelaarplassen en het Pampushout. Het lag in de bedoeling ook een verbinding te maken met de Veluwe via het nog aan te leggen Oostvaarderswold en het al bestaande Horsterwold. Men hoopte dat de grote grazers van de Veluwe via het Horsterwold de Oostvaardersplassen zouden bereiken en vice versa. Ook het wild zwijn, de das en de eekhoorn zouden dan waarschijnlijk een plaats vinden in het Oostvaardersplassengebied. In 2010 besloot de regering echter te stoppen met de aanleg van dit soort 'robuuste' verbindingszones.
Vogels zullen zich in een geschikt biotoop vanzelf vestigen, maar andere dieren als de adder, de boomkikker en de grote modderkruiper komen niet vanzelf de polder in en zouden geïntroduceerd kunnen worden.

## Bezoekers

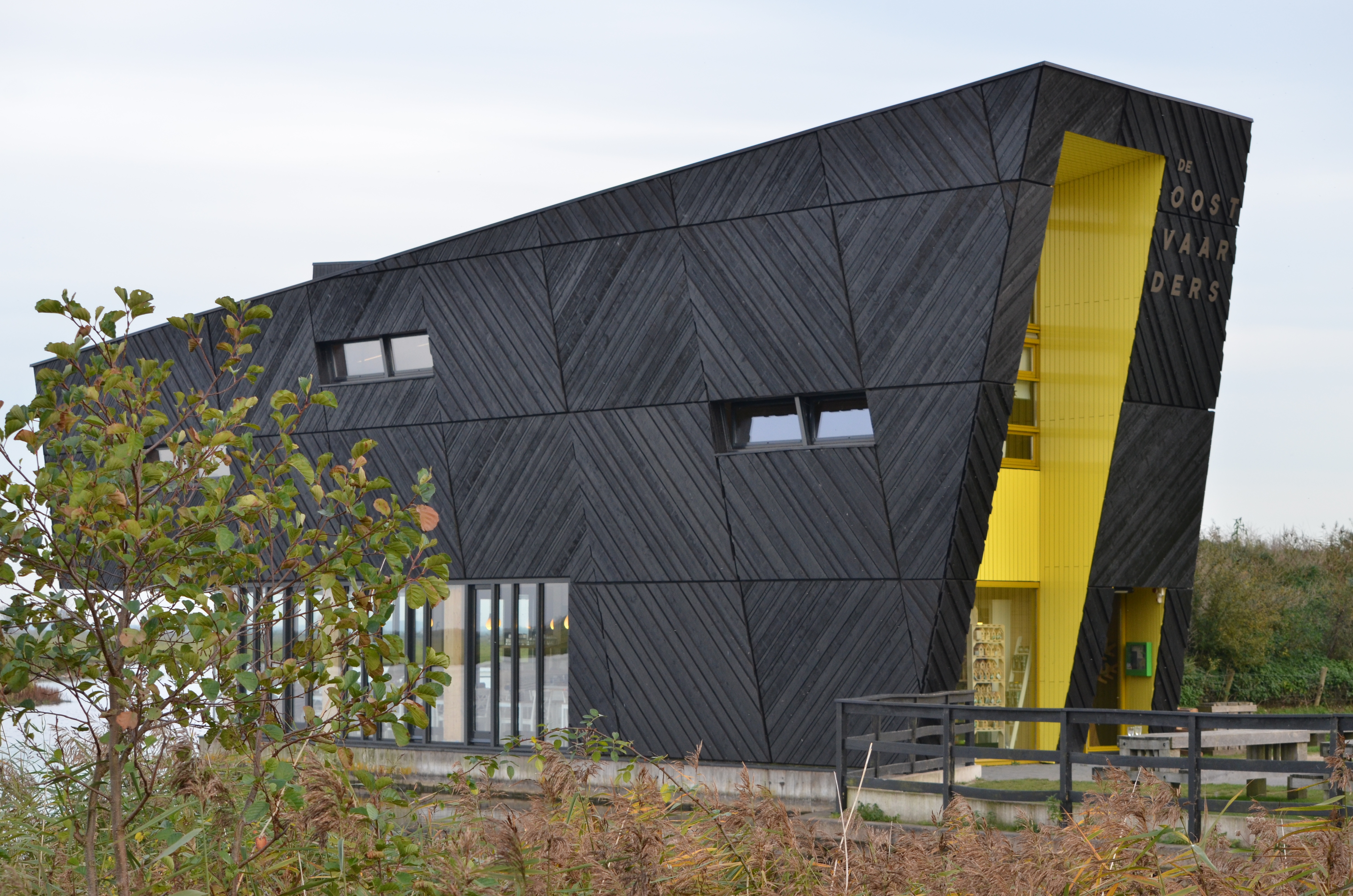
Bezoekerscentrum Oostvaardersplassen - Almere

Voor het publiek is er aan de Lelystadse zijde, aan de Knardijk een bezoekerscentrum met verschillende een wandelroutes. Ook aan de Almeerse zijde is een bezoekerscentrum van waaruit het gebied kan worden beleefd. Rondom het gebied zijn diverse uitkijkpunten gerealiseerd. Bijvoorbeeld langs de Oostvaardersdijk (uitkijkpunt 't Nonnetje) en langs de Praamweg (uitkijkpunt de Praambult). Ook bij het Oostvaardersbos is een observatiemogelijkheid. Halverwege Almere en Lelystad ligt een aanlegplaats voor de pleziervaart met een uitkijkpunt dat zicht geeft over de Oostvaardersplassen.

## Omgeving
Bij de Oostvaarderplassen liggen enkele gebieden die bij het natuurgebied betrokken zijn:
- Het Hollandse Hout bij Lelystad is een multifunctioneel bos, dat uiteindelijk een eenheid moet gaan vormen met de Oostvaardersplassen. De bomen vermeerderen zich inmiddels al vanuit het Hollandse Hout in de Oostvaardersplassen.

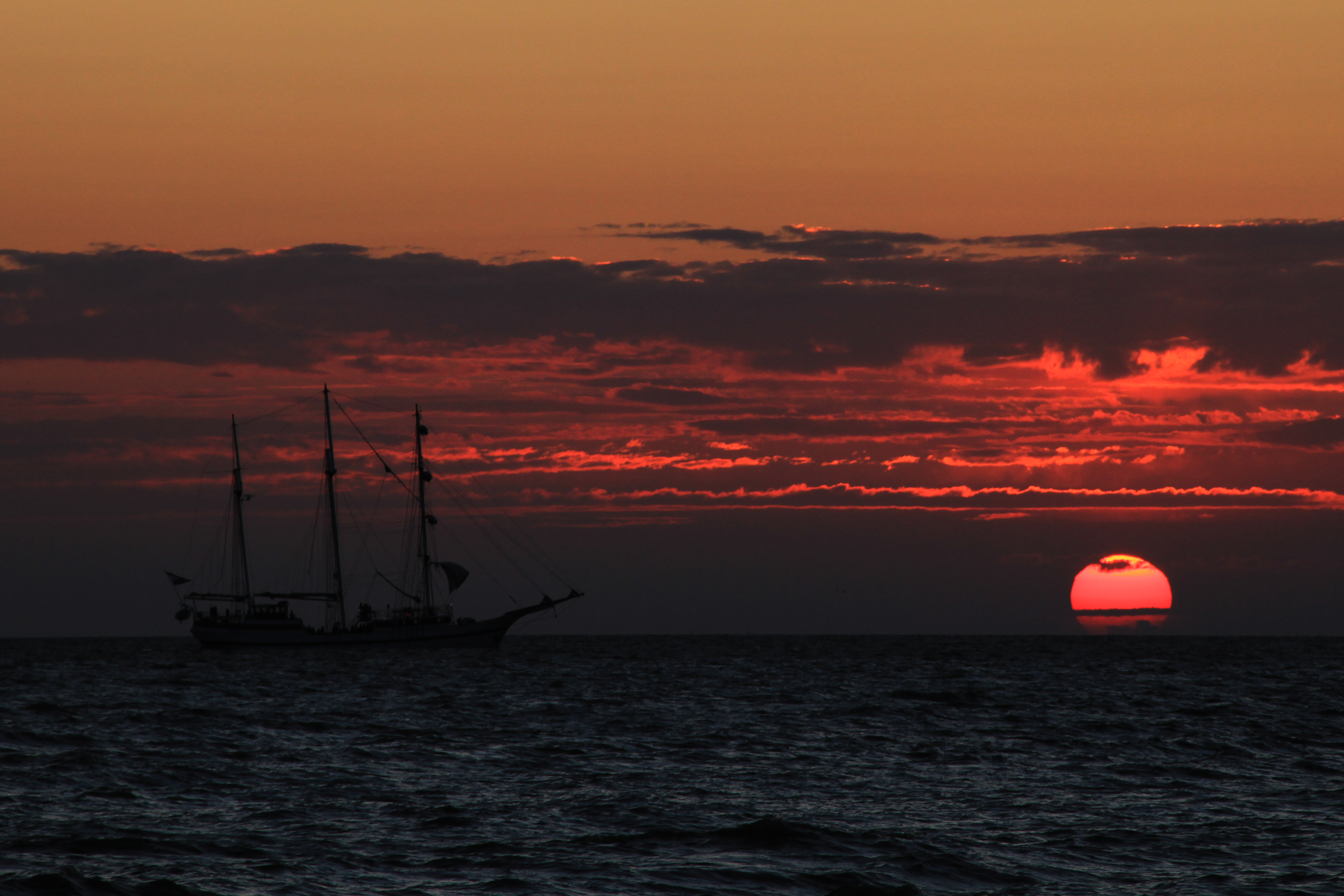
Zonsondergang in het Markermeer gezien vanaf de Oostvaardersdijk

- Ten noordoosten van de Oostvaardersplassen ligt een toegankelijk gebied van 260 hectare, het Oostvaardersveld, waarin de verschillende milieus met de flora en fauna zoals in de Oostvaardersplassen voorkomen aan bezoekers getoond worden.h
- Aan de Almeerse kant tegen het industrieterrein aan, ligt het voormalige Fluitbos, nu bekend als Oostvaardersbos. Edelherten en reeën hebben reeds hun weg naar het Oostvaardersbos gevonden. De invloed van edelherten op het bos is zichtbaar door onder andere de vraat aan de bomen. Op termijn zal het dicht aangeplante bos opener worden en een natuurlijkere aanblik krijgen.
- De ecologische verbindingszone (Oostvaarderszone) richting de Lepelaarsplassen is uitgebreid met een bos, dat een buffer vormt met het Almeerse industrieterrein de Vaart. De bestaande fietspaden langs de rand van de Oostvaardersplassen sluiten hierop aan. Met de inrichting van het bufferbos werd eind 2004 begonnen.
- In 2003 werd begonnen met de verhoging van de Oostvaardersdijk tot deltahoogte. De dijk aan de kant van het Markermeer werd 1,60 m verhoogd bij Lelystad en 0,20 m bij Almere. Dit ging ten koste van de natuurwaarde van de begroeiing langs de dijk en had invloed op de vogeltrek. Ter compensatie werd er buitendijks een 10 ha groot luwtegebied aangelegd. Dit gebied heeft onder meer een functie als paaiplaats voor vissen. Het is te bekijken vanaf het uitkijkpunt 't Nonnetje, er zijn ook aanlegmogelijkheden voor varende recreanten.